# Raffaele Viviani
Raffaele Viviani, all'anagrafe Raffaele Viviano (Castellammare di Stabia, 9 gennaio 1888 – Napoli, 22 marzo 1950), è stato un attore, commediografo, compositore, poeta e traduttore italiano.

## Biografia

### L'infanzia

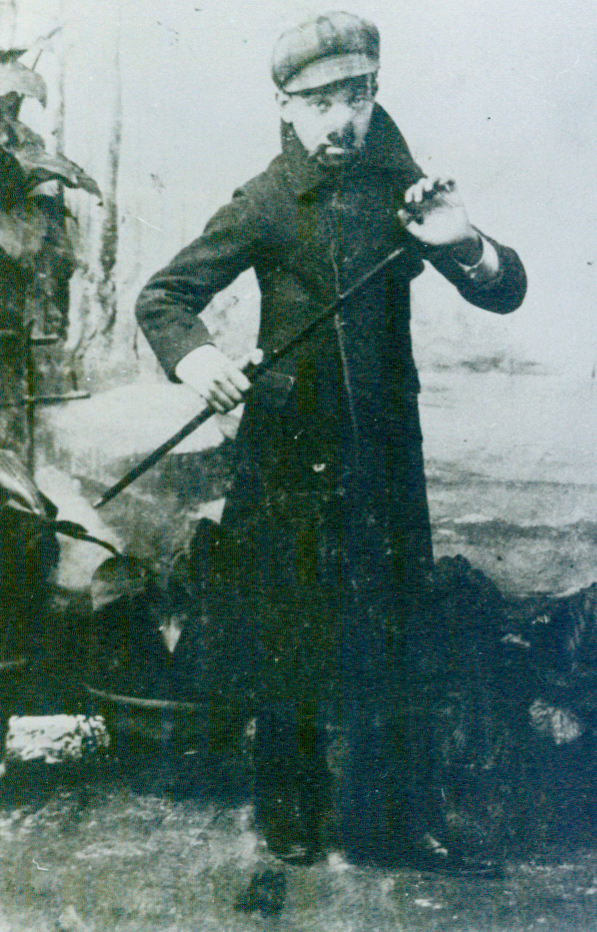
Macchietta del 1903

Nacque la notte del 9 gennaio 1888 a Castellammare di Stabia.
Il padre, vestiarista teatrale, divenne in seguito impresario dell'Arena Margherita di Castellammare di Stabia. Dopo un grave tracollo finanziario, la famiglia, con i piccoli Luisella e Raffaele, si trasferì a Napoli e fu lì che il padre fondò alcuni teatrini chiamati Masaniello. Questi piccoli teatri popolarissimi furono la prima scuola d'arte del piccolo Papiluccio (come veniva chiamato Raffaele in famiglia).
Raffaele la sera si recava con il padre al teatrino di marionette a Porta San Gennaro, entusiasmandosi per le avventure di Orlando e di Rinaldo, ma era affascinato dal numero finale del tenore comico Gennaro Trengi, famoso per i gilet coloratissimi, tanto che presto imparò tutto il suo repertorio a memoria. Un giorno il Trengi si ammalò, e così Aniello Scarpati, impresario del teatrino, spaventato all’idea di dover restituire i soldi del biglietto, propose di far esibire il piccolo Raffaele. Fu vestito con l'abito di un “pupo” che la madre raffazzonò alla meglio. Il Trengi perse il posto, la stampa si occupò del piccolo prodigio che "canta canzoni a quattro anni e mezzo". Ogni sera accorse più gente per vedere il piccolo Papiluccio che presto ebbe una vera paga per quattro spettacoli serali e otto la domenica. Gli fu affiancata una giovane cantante, Vincenzina Di Capua, come duettista.
Nel 1900, con la morte del padre, quello che Raffaele aveva fatto per divertimento, dovette continuarlo per necessità. Cominciò a lavorare a cinquanta centesimi per sera, che servivano in parte a sfamare la famiglia. Ma subito comprese che, per farsi strada, avrebbe dovuto differenziarsi dagli altri, e cominciò a scrivere canzoni.
Furono anni di miseria, ma anche di studio e di formazione: si andava formando nella mente del piccolo artista quella visione poetica di un mondo popolare che avrebbe portato poi alla creazione di un suo teatro.

### Scugnizzo, il primo successo
La morte del padre lasciò la piccola famiglia in una situazione difficilissima.
Il piccolo Papiluccio si mise in cerca di una scrittura. Fu ingaggiato da un impresario di giostre e numeri di circo, tale Don Ciccio Scritto, per interpretare la parte di Don Nicola nella Zeza, una specie di zarzuela carnevalesca con Pulcinella e Colombina (questa esperienza fu ricordata in seguito in Circo Equestre Sgueglia, una commedia del 1922). Ricominciava dal più basso livello dell'arte teatrale, lavorando dalle due fino a mezzanotte per 50 centesimi al giorno.
La seconda scrittura fu con la compagnia Bova e Camerlingo, per una tournée in alta Italia assieme alla sorella Luisella, come duo di giovani cantanti. Partirono con la madre che si era improvvisata impresaria. Fu un fiasco. La famiglia tornò a Napoli,  ma Viviani riuscì ad avere una scrittura al Concerto Eden di Civitavecchia. Sostituiva un giovanissimo Ettore Petrolini, col quale nacque un'amicizia fraterna che sarebbe durata tutta la vita.
Il guadagno consisteva per ogni artista nel girare con il piattino fra il pubblico.
Dopo tre mesi il locale fu chiuso dalla Questura. Viviani, senza una lira, si rivolse al commissariato per essere rispedito a Napoli. Nell'attesa dei soldi per il viaggio, il giovanissimo attore fu rinchiuso (come misura protettiva) in cella di sicurezza, aveva tredici anni.
Tornato avventurosamente a Napoli, dove riuscì a trovare una scrittura al teatro Petrella. Un locale vicino al porto frequentato da marinai, doganieri, scaricatori e prostitute.
In breve divenne il beniamino di quel pubblico singolare.
Al Petrella, Viviani interpretò per la prima volta Scugnizzo di Giovanni Capurro e Francesco Buongiovanni. Lo “scugnizzo“ era un cavallo di battaglia del comico Peppino Villani al teatro Umberto I
e Viviani – dopo essersi procurato parole e musica – ne fece una sua interpretazione che ebbe un enorme successo che portò lo stesso Villani a smettere di fare “lo scugnizzo”. Viviani passò dal Petrella all'Arena Olimpia e intraprese quel cammino che lo avrebbe portato ad essere una stella di prima grandezza. Nel 1905 scrive per la sorella Luisella Bambenella 'e ngopp' 'e Quartieri.

### La scrittura all'Eden e il matrimonio

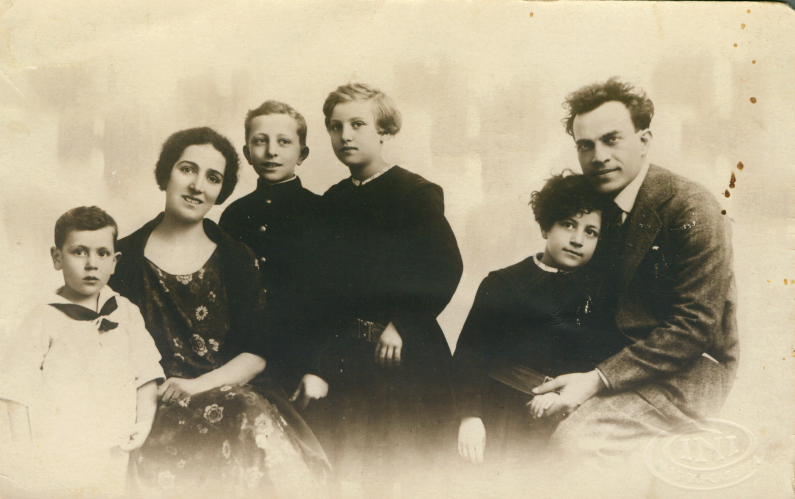
La famiglia Viviani nel 1925

L'Eden, dove Viviani era stato scritturato, era diventato l'unico caffè concerto di Napoli dopo la chiusura del salone Margherita.
Viviani, desideroso di creare un repertorio che lo differenziasse dagli altri autori, cominciò a scrivere i propri “numeri”. Per le musiche ingaggiò un maestro di pianoforte al quale canticchiava i motivi che venivano trascritti in note, quello che in termini tecnici si chiama "un melodista non trascrittore" (come sarà Chaplin). Nasce "Fifi Rino" la stilizzazione marionettistica del "gagà" aristocratico e dannunziano. Questo personaggio di Fifi Rino ebbe un grande e lungo successo, ripreso posteriormente da comici come Gaspare Castagna e Palmieri (detto il comico di caucciù) e da Mongelluzzo a Gustavo De Marco e fino alle esibizioni di un giovanissimo Nino Taranto e soprattutto di Totò.
Ricorda Viviani: Cominciò così per me un triplice travaglio. Prima imparare a scrivere, poi il repertorio; e dedicai tutti i giorni e parte delle notti al lavoro; le musiche me le facevo scrivere dopo averle canticchiate al maestro Enrico Cannio e così, in quindici giorni vennero fuori i primi miei sei tipo realistici e di ispirazione popolare che dovevano dare il trionfale inizio alla mia ascesa.
Avevo badato alla grammatica, non già come al tempo della mia prima macchietta "Fifì Rino" scritta da me, con la grafia di un bambino di prima elementare
Nascono le tipizzazioni di Prezzetella 'a capera (Brigida la pettinatrice) che Viviani recitava in abiti femminili, 'O tammurraro, 'O pezzaiuolo, Pascale d' 'a cerca, tutti tipi che verranno in seguito inseriti negli atti unici.
La situazione economica della famiglia Viviani ebbe una svolta positiva, che gli consentì non solo  di lasciare la casa di vico Finale al Borgo Sant'Antonio Abate, ma anche di acquistare un pianoforte.
Una sera al teatro Nuovo di Napoli,  conobbe Maria Di Majo, la bella nipote di Gaetano Gesualdo, finanziatore e impresario del teatro.
Dopo alterne vicende, e qualche difficoltà con la famiglia di lei, che non vedeva di buon occhio il matrimonio con un comico, i due si fidanzarono e dopo cinque anni si sposarono. Ebbero quattro figli Vittorio, Yvonne, Luciana e Gaetano.
Nell'estate del 1908, va a Roma dove interpreta tre film e viene scritturato per l'inaugurazione del teatro Jovinelli. Il successo di quegli anni è testimoniato dai contratti, conservati nella Biblioteca Lucchesi Palli presso la Biblioteca Nazionale di Napoli: dal 1910 in poi, viene chiamato in tutte le importanti sale di varietà d'Italia (a Roma Jovinelli e Sala Umberto, Torino Varietà Maffei, a Milano il Morisetti e l'Eden, a Napoli la Fenice, l'Umberto e l'Eden).

### Tournée Viviani

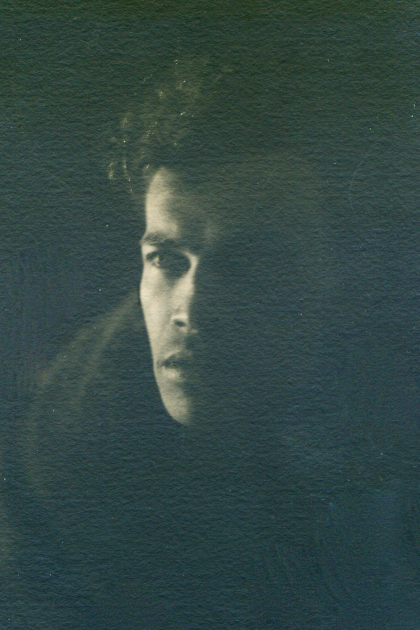
Viviani nel 1906

Con il moltiplicarsi delle scritture in tutte le città d'Italia, accrebbe la capacità di essere sempre più impresario di se stesso e della sorella Luisella. Questa nuova consapevolezza spinse Viviani ad organizzare e offrire serate complete, ossia interi spettacoli con numeri diversi di attori che lui scritturava. Nasceva il Viviani capocomico. Creò così una vera e propria compagnia di varietà che prese il nome di "Tournée Viviani". Con la consolidata frequentazione dei vari café-chantant in tutta la penisola, Viviani aveva assorbito "l'arte specialissima del variété", quella da cui apprese i primi rudimenti di drammaturgia.
Dai contratti dell'epoca si possono ricavare i numeri che veniva scritturando e proponendo come serate complete ai vari teatri: due "stelle" la Krameritz, “stella eccentrica” ed Estrella de Granada “stella italo- napoletana”, la divetta Gemma Nitouche, i musicisti The Tayon e il duo formato dalla Contessa Alda e da Gino Premier con le loro danze caratteristiche, “la divetta” italiana Gemma De Plana più una Bayadera “danzatrice originale”, non mancarono camerieri cantanti e acrobati.
Dalla composizione dell'organico a quello dell'orchestra all'organizzazione della successione dei numeri alla drammaturgia dell'azione nasceva la prima idea di un teatro “totale” fatto di prosa, musica, canto, danza e poesia.

### Il passaggio alla prosa
Nel dicembre 1917, all'indomani della disfatta di Caporetto, ci fu una violenta campagna per far chiudere gli spettacoli di variété, considerati "poco edificanti per i reduci dal fronte". Ne seguì un divieto governativo.
Di conseguenza, molti attori di caffè concerto si trovarono disoccupati.
Le compagnie di varietà, per aggirare il divieto, si associarono alle compagnie di prosa e di operetta che non erano state toccate dal divieto, con i numeri di varietà rappresentati prima, oppure dopo, lo spettacolo principale.
Viviani, di ritorno dall'Olympia di Parigi dove era stato invitato da Felix Mayol (il maggiore chansonnier del momento), si adeguò rapidamente al cambiamento poiché già da tempo sognava e preparava un suo passaggio alla prosa. Decise quindi “ di togliersi gli abiti da generale e vestirsi da soldato” per divenire  “ la recluta più giovane del grande esercito degli attori italiani”.
Nel 1917 si presentò al cavaliere Giovanni Del Piano, impresario del Teatro Umberto dì Napoli, un piccolo teatro popolare in via Sedile di Porto, e gli propose di mettere in scena diversi atti unici, recitando in compagnia di altri attori. Le serate si svolgevano con un suo atto recitato dalla sua compagnia e da altri numeri di varietà.
Il cav. Del Piano accettò l'esperimento artistico di grande rilievo che Viviani gli proponeva. Gli spettacoli divennero un intrattenimento per intere famiglie, con i bambini più piccoli che accompagnavano i genitori.
Per tre anni il Teatro Umberto ospitò la Compagnia d'arte napoletana di Viviani.
Il debutto avvenne con l'atto unico 'O vico (23 dicembre 1917).
Afferma Guido Davico Bonino nell'introduzione ai sei volumi del teatro:  "Sin da questo primo atto unico, Viviani è di questo che parla: dell'amaro destino dei poveri. Il Vicolo non è dunque un bozzetto ... è semmai un apologo i cui protagonisti non sono animali esseri inanimati, come nella favolistica antica, ma i nostri simili quotidiani. E vi si discorre appunto, in un fondamentale di malinconico disincanto, di miseria".

### Gli atti unici

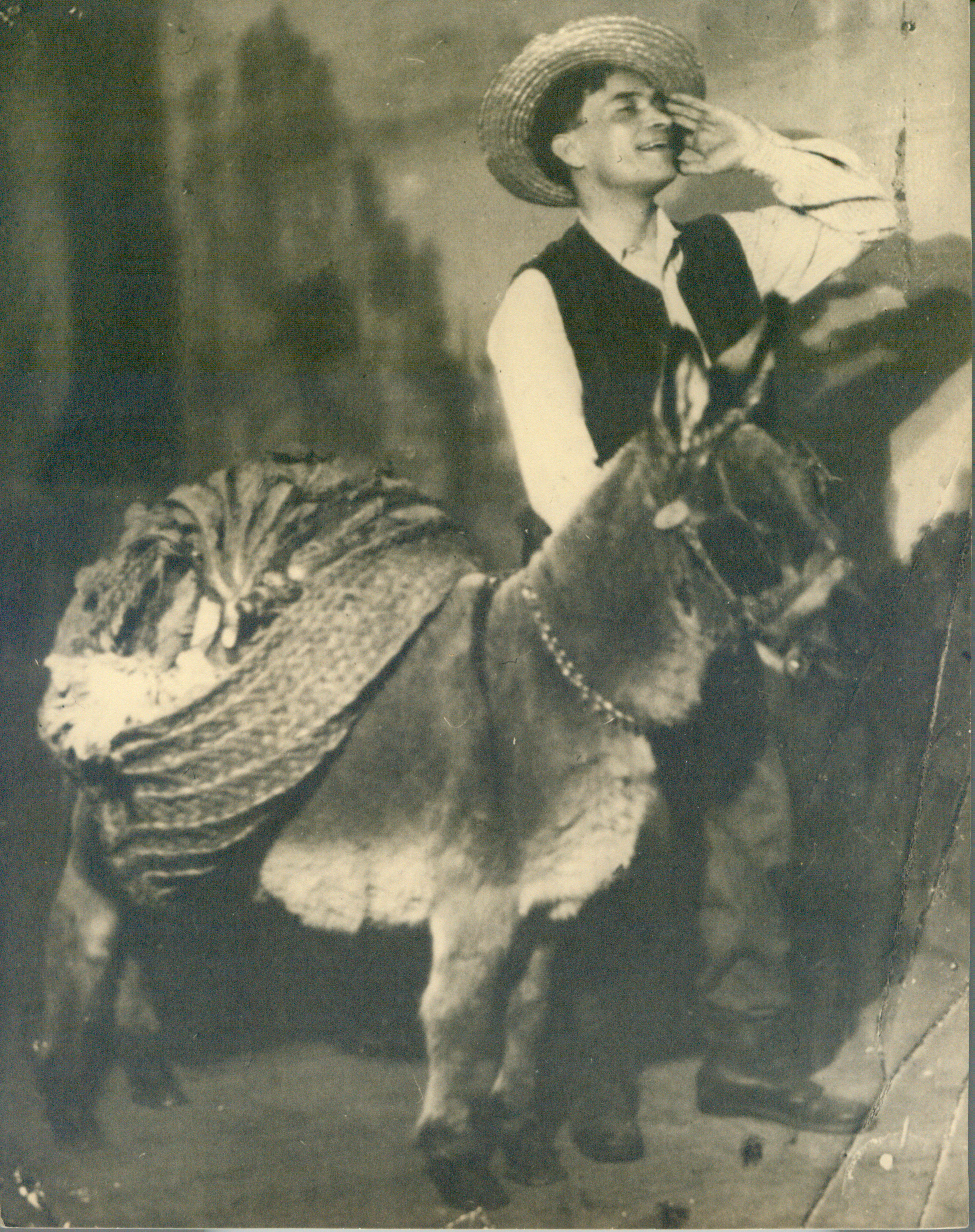
Raffaele Viviani nell'atto unico 'O vico del 1917

Viviani prese in fitto l'Umberto e mise in scena una serata completa, ai numeri consueti della Tournée Viviani aggiunse un atto unico di prosa ‘O vico.
Rivoluzionando i canoni classici del "Teatro d'Arte" inventò di fatto un nuovo genere dove la prosa si fondeva con musica canto e danza.
Scrive Ferdinando Taviani “nel caso di Viviani accadde un fatto unico nella storia del teatro moderno: i “numeri” che egli componeva per le sue esibizioni nei teatri di varietà divennero una cellula dalla quale crebbe un organismo teatrale autonomo e nuovo, che non si adeguava a nessun genere preesistente“. Funzionali a questo tipo di teatro non furono naturalmente attori provenienti dalla “prosa“ ma dalle file del Varietà. Viviani in uno scritto del 1933 “ nello scegliere i miei collaboratori non mi rivolsi agli attori di prosa ma ad una serie di piccole “vedette” del Varietà [ … ] credevo di poter avere con essi creature meglio adatte al mio nuovo tipo di teatro che allora era un'emanazione diretta delle mie macchiette, e difatti non mi sbagliai“
Infatti la prima compagnia comprendeva un gruppo di canzonettiste fra le quali Tecla Scarano e Tina Castigliana e di macchiettisti tra cui Cesare Faras, Gigi Pisano e Salvatore Costa.
Il successo fu grandissimo, Viviani interpretava tre personaggi: L'acquaiuolo, il guappo innamorato e lo spazzino interventista.
Seguirono a ‘O vico, a ritmo incalzante, ‘A notte (poi Tuledo ‘e notte), Via Partenope, Piazza ferrovia, ‘A Cantina ‘e coppo campo, Scalo Marittimo (‘Nterr'a Mmaculatella), Porta Capuana. In ogni atto unico Viviani interpretava vari personaggi pescando nel repertorio del varietà, tutto legato in una trama con la tecnica "dell'impasto" fondendo il dramma personale con l'ambiente pittoresco, la musica con le parole, il senso con il colore.
Il manifesto dell'Umberto annunziava ogni settimana un nuovo atto unico e Viviani impiegava tre giorni per scriverlo e quattro per metterlo in scena. Si provava prima di andare in scena e dopo la chiusura del teatro. Altra innovazione di Viviani fu per la prima volta l'abolizione del suggeritore, si recitava a memoria.
Ricorda Viviani: Ogni battuta era meticolosamente provata e riprovata. Le prove perciò duravano ore ed ore. Volevo che tutti dessero il meglio di loro stessi in modo che non si creasse un distacco fra me ed i miei attori; che l'azione scenica ed il tono della dizione risultassero modellati secondo uno stile unico
Il pubblico dell'Umberto vide per la prima volta Napoli rappresentata in una violenta deformazione espressiva, strada per strada, rione per rione, descritta nella realtà complessa e contraddittoria dei suoi personaggi umani.

### La stagione dell'Umberto

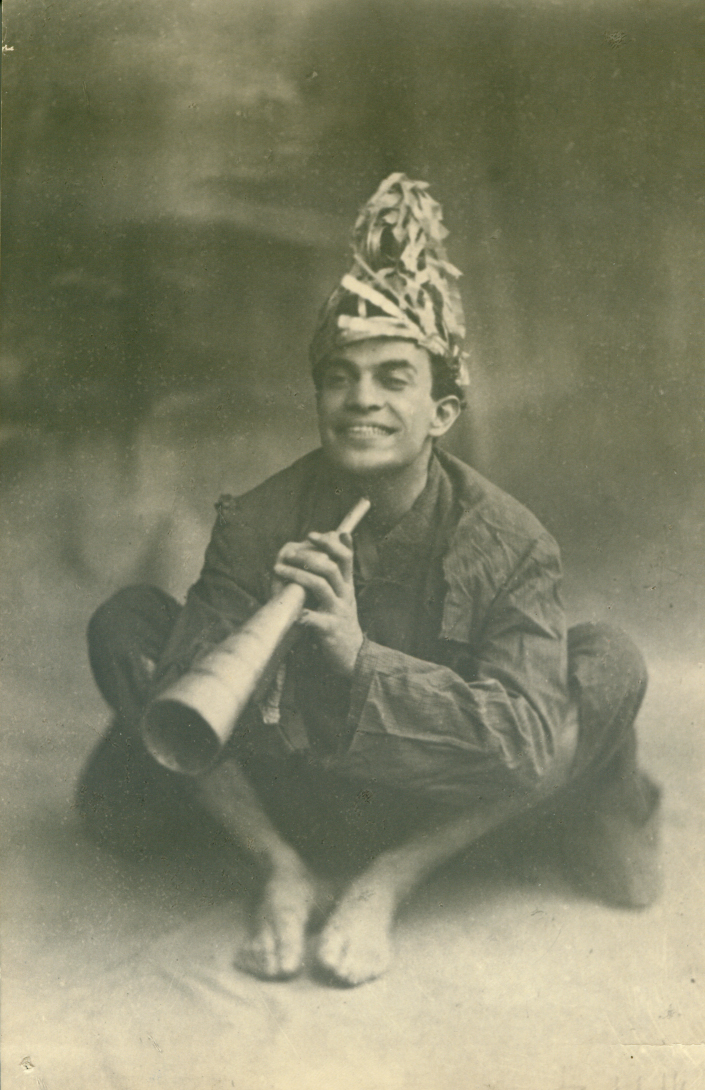
Festa di Piedigrotta 1919

L'affluenza del pubblico all'Umberto, un pubblico popolarissimo, è rimasta proverbiale. Il teatro di Viviani trionfava. L'Autore sempre più veniva constatando la giustezza della sua intuizione drammaturgica. Ricorda Viviani: Intanto, avendo esaurito tutti i miei "tipi" più noti, disseminati ormai nei miei primi lavori, cominciai a lambiccarmi il cervello per affrontare commedie di nuovo impianto scenico. Si trattava di costruire una pianta e cominciai ad improvvisarmi commediografo. Dagli atti unici che avevano esaurito la loro funzione, il passo successivo sono i due atti: Borgo Sant'Antonio, Caffè dì notte e giorno, Eden Teatro, Santa Lucia Nova, La Marina di Sorrento, Festa di Piedigrotta.
Venivano sempre inseriti i personaggi nati per il varietà ma la trama si evolveva, sintomo di una nuova consapevolezza drammaturgica. Osserva Taviani: L'esigenza di ampliare il "numero" di Varietà fa tutt'uno con quella di intrecciarlo in una complessa rete di relazioni e di esplorarne il fondo esistenziale.
Siamo negli anni turbolenti che seguirono la prima guerra mondiale: il protosindaco socialista di Napoli Arturo Labriola presentava al popolo Armando Diaz, generale vincitore, dall'alto di Palazzo Salerno e già si avvertivano i primi torbidi segnali di quella crisi che avrebbe portato al fascismo. Si sviluppava parallelamente il movimento di ispirazione bolscevica che aveva il suo ispiratore in Amadeo Bordiga. Viviani nei lavori in due atti non può che avvertire questo turbamento. Emblematico "Piazza Municipio" dove Vittorio Viviani scrive: per la prima volta, il dramma della lotta nelle fabbriche assume una sua eloquenza attraverso un fatto di natura comune, quotidiana.
Il protagonista è Pasqualino, operaio dell'arsenale; mentre in "Santa Lucia Nova" protagonisti sono dei barcaiuoli poveri, condannati a vivere in funzione turistica, alle prese con una borghesia decadente - sopravvissuta e forse arricchitasi con la guerra - fatta di cocottes, viveurs, maquerots, e dove la cocaina fa da padrona.
Questo periodo iniziale del lavoro di Viviani si può dire concludersi con il rutilante bailamme di "Festa di Piedigrotta", lo spettacolo più corale e complesso del primo periodo, dove egli colpisce a fondo il folklore della festa settembrina, ne scopre i moventi sociali, ne rivela gli aspetti demagogici..

### Una compagnia nazionale

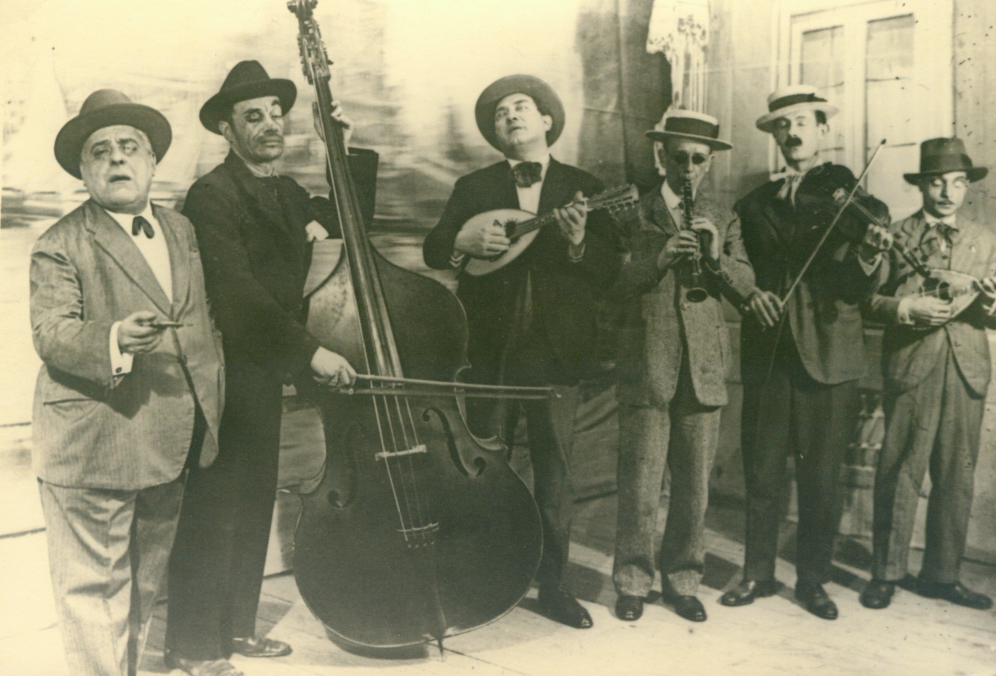
La musica dei ciechi

Negli anni venti e trenta quel teatro “altro” che Viviani andava sognando e preparando da quando era poco più che un bambino stava per trasformarsi in realtà”
La compagnia d'Arte napoletana di Viviani è ormai un fatto compiuto, una compagnia di giro nazionale presente da Nord a Sud in tutti i principali teatri Italiani. Si avvale di un repertorio di una ventina di lavori.
Sono di quegli anni 'A morte 'e Carnevale (novembre 1928), Nullatenenti (1929), Don Mario Augurio e ‘O mastro ‘e forgia (1930), Napoli tascabile (1931), ‘O guappo ‘e cartone (gennaio 1932), tutte opere di successo.
Viviani deve cimentarsi con il nuovo ruolo di direttore, drammaturgo e attore.
Eppure il momento è difficile, siamo intorno al '29 in piena crisi economica, le compagnie possono contare solo sul pubblico per gli incassi, questo determina la necessità di lavorare con ritmi frenetici. Ogni sera il pubblico pretende cose sempre nuove. La regola è che si prova continuamente, il pomeriggio prima dello spettacolo e alle volte anche la notte. Naturalmente tutti devono sapere il repertorio a memoria. Viviani è un direttore estremamente esigente per se stesso e per i suoi attori. Tutta la critica è concorde nel riconoscere la novità e l'altissimo livello professionale della compagnia.
Il gusto del pubblico, plasmato dalla propaganda del regime, pretende un'arte rassicurante e consolatoria.
Viviani confida: Le illusioni se ne vanno. Ho fatto per l'arte tutti i sacrifici. Ma il pubblico vuole soltanto ridere… divertirsi.
Viviani fa i conti con questo stato di fatto e ne è la prova Napoli in Frack, un testo del 1926, che ha il formato quasi di una rivista, in un quadro c'è “ la tarantella Sorrentina” che riscuote un grandissimo successo. Nel 1934 si era arrivati a 1466 repliche. Ancora Viviani: io non posso svolgere la mia arte in una sola direzione, quella dell'Arte con la A maiuscola per gli iniziati. Devo anche cercare di far teatro. E il teatro vuol dire pubblico … se fossi rimasto alle macchiette, avrei milioni … invece no… l'Arte.

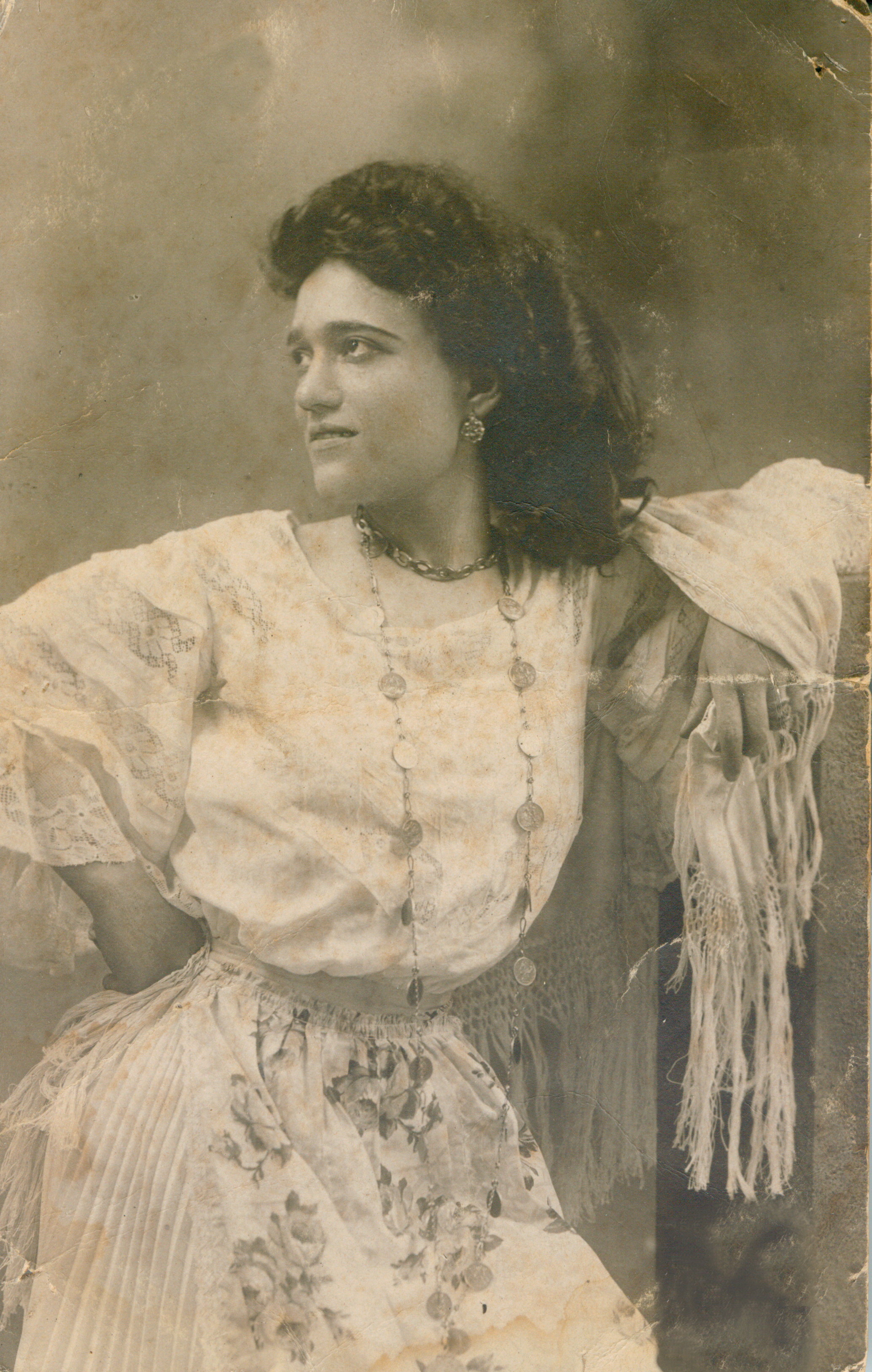
Luisella Viviani nel 1906

Nell'agosto del 1928 Luisella, spinta dal marito Arturo Vietri, ed esaltata dalla critica che la definisce “La Duse napoletana” specialmente come interprete dei lavori di Di Giacomo come Assunta Spina, Mese Mariano, e Il Voto, decide di lasciare il fratello e formare una sua compagnia.
Un colpo durissimo, ma Viviani non si scoraggia, conferma le piazze già fissate e rimpiazza i transfughi con nuovi attori. La tournée sarà un successo. Le parti di Luisella vengono affidate ad Armida Cozzolino.
Il tentativo di Luisella avrà vita breve, e nel 1939 è di nuovo in compagnia. Ma il mito della sua insostituibilità è tramontato.
Anche senza Luisella la compagnia continua a raccogliere consensi.
Nel 1929 Viviani e la compagnia affrontano una tournée nell'America Latina con tappe a Buenos Aires e Rosario, Montevideo e San Paolo. Ritorna a settembre, e il grande successo oltremare frutta a Viviani ben venti scritture nei principali teatri italiani.
Nel 1929 viene scelto come protagonista con la maschera di Pulcinella del "Cerchio della Morte" di Enrico Cavacchioli, uno dei primi spettacoli della celebre ZaBum dove recita al fianco di Andreina Pagnani ed Alessandro Salvini.
L'anno successivo gira per la Cines il film "La tavola dei poveri" con la regia di Alessandro Blasetti.
Nel 1933 traduce Pensaci Giacomì di Pirandello con un trionfo al Fiorentini di Napoli.
Scrive 'E pezziente 'e San Gennaro; L'ombra di Pulcinella; Leggiamo la Commedia; L'imbroglione onesto.
Nel 1934 Gino Rocca lo sceglie come don Marzio nella Bottega del Caffè di Goldoni al primo festival della Biennale di Venezia.
Nel 1936 è a Tunisi, nel 1937 a Tripoli.
nel 1939 con la regia di Gennaro Righelli gira il film L'ultimo scugnizzo (andato perduto durante la guerra).
Nel 1928, consacrando la sua figura di autore Cappelli di Bologna pubblica la sua autobiografia "Dalla vita alle scene" e nel 1931 Mondadori stampa le sue poesie nel volume "Tavolozza".
Dunque proprio a Viviani il merito di aver resuscitato il teatro dialettale, tramutando in un'immagine di giovinezza un corpo in decomposizione; trasformandolo, o meglio riportandolo, secondo la critica del periodo, alla sua giusta funzione, che era quella di dimostrare come l'agire umano fosse simile in ogni parte della terra

### Il "teatro sociale" e la crisi con il fascismo

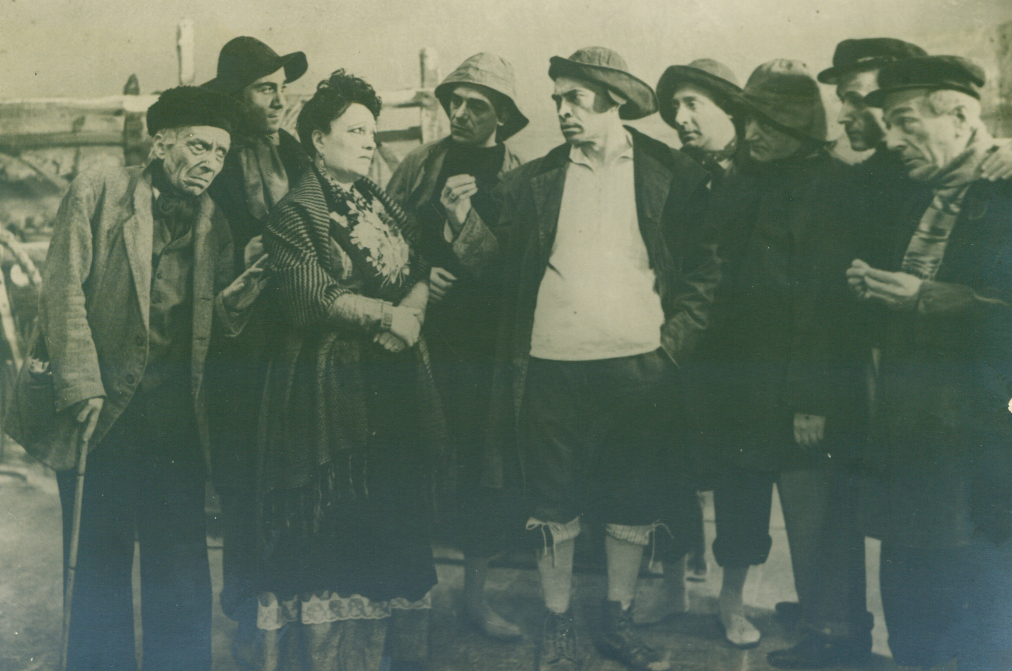
Viviani in Pescatori con Luisella e Vincenzo Scarpetta nel 1941

Verso la seconda metà degli anni trenta lo strepitoso successo degli spettacoli della compagnia Viviani cominciò a scemare.
Siamo negli anni del regime rampante. Si è molto parlato dell'avversione del regime fascista e della lotta al dialetto.
In realtà il teatro di Viviani basato spesso sulla realistica rappresentazione della miseria non era funzionale alla propaganda di regime. Fu soprattutto il pubblico, composto di nuovi ricchi, desideroso di grandeur e di rassicurazioni a decretare l'ostracismo per un teatro che metteva scomodamente a nudo le realtà più drammatiche della convivenza umana.
“ se anche Viviani è estraneo ad ogni movimento politico, non può non essere intimamente – diremmo, perfino, talvolta, involontariamente – solidale con tutto il mondo dei suoi personaggi, che è lo stesso mondo dei suoi spettatori. A questi, non per deliberato proposito di partecipare allo scatenarsi della lotta tra le classi, ma perché non può non essere se stesso, Viviani offre ogni sera non diremmo una denunzia ma una documentazione sociale attraverso il quadro desolato di una Napoli poverissima che la classe dirigente Italia, dall'unità, non ha saputo o voluto unire all'Italia “
Si può parlare della “ terza maniera” del teatro di Viviani anticipatrice di quella che sarà poi la poetica neorealistica del dopoguerra ponendo al centro della sua ispirazione Napoli come problema sociale.
Nasce, nei lavori di questo periodo, l'eroe popolare, il protagonista cioè di vicende ben precise nei loro termini rappresentativi. Un eroe che la realtà condiziona dal “basso”, rappresentante, sempre più spesso, delle nuove classi produttive che tentatno la via di un'emancipazione sociale e personale

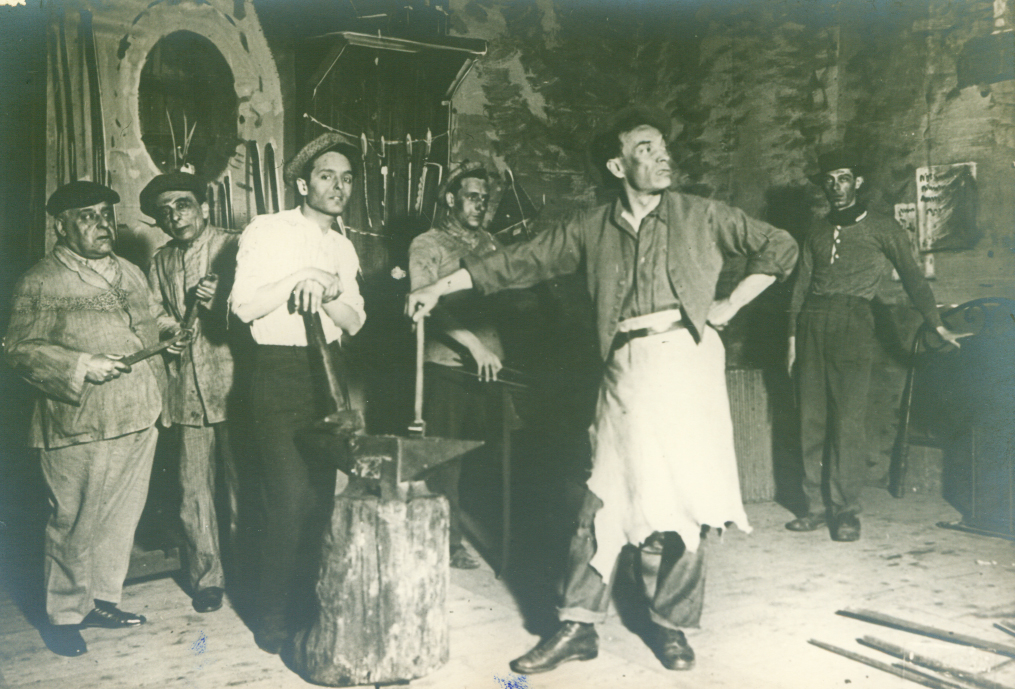
Viviani nel Mastro di Forgia del 1930

Questa stagione del “teatro sociale” culminerà con le due ultime opere Muratori (1942) e I dieci comandamenti (1947).
Con queste premesse il nuovo pubblico borghese infastidito “ dagli stracci “ disertò le sale dove recitava.
Lo accusarono di portare in giro “ le vergogne d'Italia “
Viviani non faceva più gli incassi di una volta e gli impresari lo relegarono sempre più in teatri periferici e secondari.
Ricorda Maria Viviani: Quando Raffaele andava a chiedere i teatri gli impresari gli dicevano: caro Viviani, cosa vuole, quelli, gli spettatori non vi vogliono. Ricordo una volta a Milano, stavamo al teatro Arena, in Corso Buenos Aires, incontrammo l'impresario Zerboni che gli disse: “Glielo disse proprio così in faccia. Caro Viviani i teatri che avete avuto sono belli, ma soldi non ne fate lo stesso. Quindi quel teatro non glielo davano più, ne davano uno minore. Non è del tutto vero il fatto che il fascismo lo avrebbe ostacolato per motivi politici, la verità è che non faceva soldi. Non piaceva a quel pubblico. E non era nemmeno il dialetto, Angelo Musco e Govi facevano un sacco di soldi, a loro li davano i teatri. Un teatro più ridanciano, più comico, questo volevano.
Insomma Viviani si trovò a dover lottare per non far scomparire il suo teatro che fin dal 1937 il fascismo, e per esso Nicola De Pirro, a capo della Direzione generale del teatro, aveva deciso di squalificare culturalmente cominciando con l'escluderlo dalle piazze più importanti e dai teatri più popolari. Nel 1937 il teatro dialettale viene escluso dagli aiuti statali
Quello della lotta nel mondo del teatro resta per altro un motivo conduttore della sua carriera: 
E la mia vita fu tutta una lotta: lotta per il passato, lotta per il presente, lotta per l'avvenire. Con chi lotto? Non col pubblico, il quale anzi facilmente si fa mettere con le spalle al tappeto, ma con i mille elementi che sono nell'anticamera, prima di giungere al pubblico. Parlo del repertorio, delle imprese, dei trusts, dei trusts soprattutto. Oggi come ieri, l'uomo di teatro è in lotta continua coll'accaparramento dei teatri di tutta Italia, i quali sono tenuti e gestiti da pochissime mani, tutte strette fra loro.»
(Raffaele Viviani in Dalla Vita alle scene)
Viviani non si arrende e non demorde dalla sua linea artistica tanto che scrive all'amico Paolo Ricci: so che se dovrò un giorno difendere il mio pane cedendo al pubblico... non lo difenderò

### L'Attore protegge l'Autore

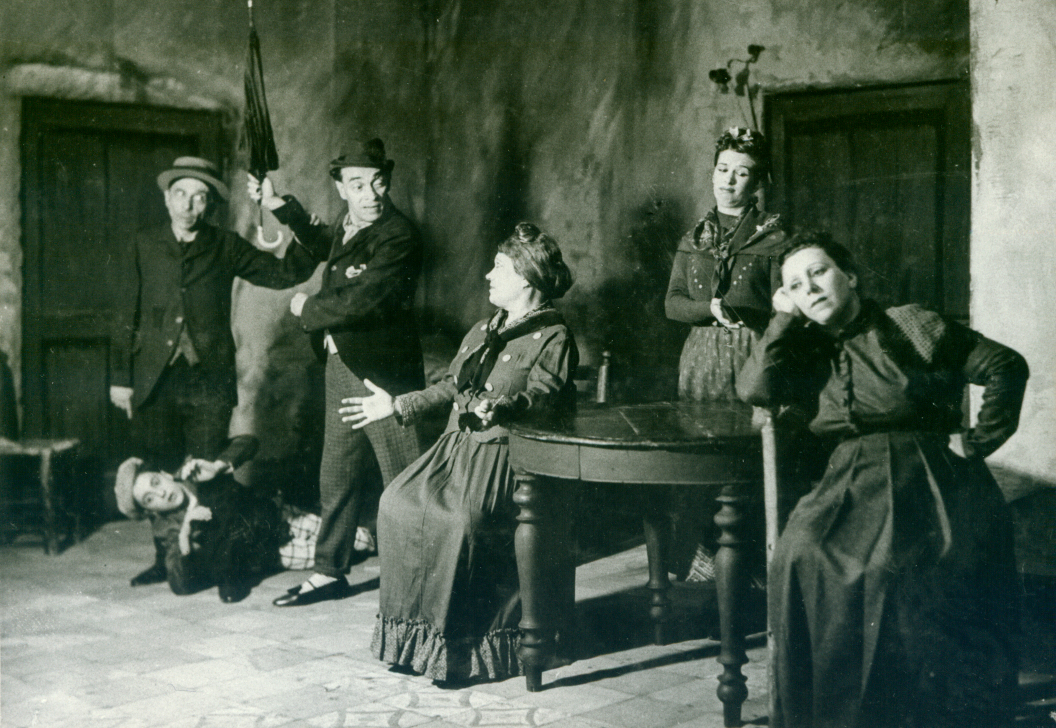
Viviani in Miseria e nobiltà di Scarpetta 1939

Nel 1937, mentre il fascismo aveva ormai il completo controllo di tutto il settore teatrale, l'Italia si avviava verso la seconda guerra mondiale.
Viviani, che trovava sempre maggiori difficoltà ad organizzare stagioni teatrali con qualche speranza di un ritorno economicamente decoroso, si trovò di fronte ad una scelta dolorosa.
L'Autore che trovava sempre maggiori ostacoli ad essere accettato dovette fare un passo indietro, e consigliato da un gruppo di giovani intellettuali che si era riunito intorno a lui, con in testa il figlio Vittorio Viviani e il pittore Paolo Ricci, decise di puntare sulla sua fama di interprete e sul riconosciuto alto livello della compagnia.
Dopo un primo tentativo, andato a vuoto con Ugo Betti che gli propose un ruolo redditizio ma semplicemente attoriale nel suo Diluvio, ruolo che fu poi affidato a De Filippo, Viviani affrontò, adattandoli alle proprie corde poetiche Molière, Petito, Scarpetta e Petrolini.
Era un'operazione difficile, perché si trattava (e non credo sia stata una scelta casuale) non di meri (anche se grandi) autori, ma di uomini di teatro, autori, autori e insieme attori, che come lui, usavano rappresentare i propri testi

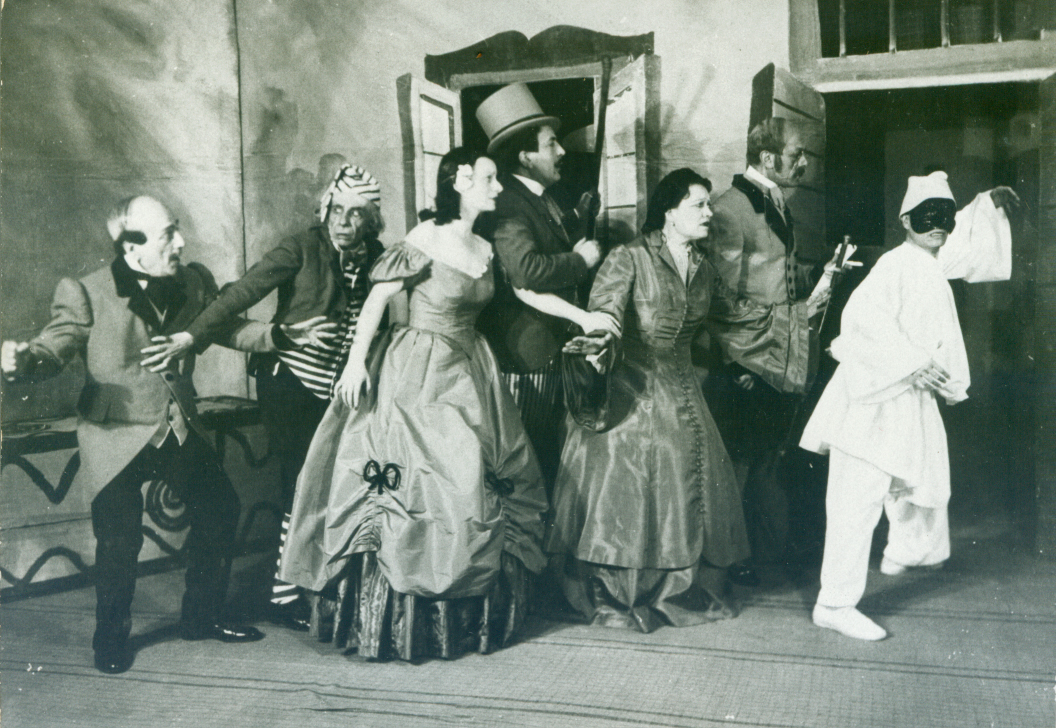
Viviani Pulcinella in Siamo tutti fratelli da Petito 1941

Si rivolse insomma a degli "autori" come lui, che attraverso il proprio teatro scritto, diretto e interpretato, avevano innovato il modo di fare teatro rispetto alla tradizione teatrale d'appartenenza.
Viviani mise in scena L'ammalato immortale da Molière nel 1936, Miseria e Nobiltà di Eduardo Scarpetta nel 1939, Chicchignola di Petrolini nel 1939 e Siamo tutti fratelli da Antonio Petito nel 1941 con la regia del figlio Vittorio.
Il successo fu notevole conseguendo una nuova consacrazione nazionale.
Viviani in una lettera a Paolo Ricci del 1940 scriveva: ho già circa quattro mesi con magnifico attivo, e cosa strana, finanziariamente, come incassi sono quasi alla testa di tutti
I teatro erano di nuovo pieni, le piazze di conseguenza sempre primarie e la critica mostrò di apprezzare questa scelta di "autori veri ".
Ma Viviani non rinunciò mai ad essere Autore, e infatti egli usò il gran successo ottenuto per rilanciare il proprio teatro, sono di quegli anni Quel Tipaccio di Alfonso, La commedia della vita, il Trasformista e marito non marito scritto insieme al figlio Vittorio. E in compagnia entrarono due attori di prima grandezza come Vittoria Crispo e il consuocero Vincenzo Scarpetta.
Quelle messe in scena avevano connotati diversi: mentre con Scarpetta si rendeva omaggio al fondatore di una tradizione, quella tradizione che proprio il suo teatro aveva rinnovato, con Petito fu scelta sentimentale e di meditazione. Nello studio di Corso Vittorio Emanuele, Viviani custodiva con cura tre oggetti dal particolare valore simbolico: la sua testa scolpita da Gemito, le foto con l'autografo di Petrolini e un busto di Petito. Il ritratto di Gemito come segno dell'avvenuto successo (anche per quello che era costato); la foto di Petrolini, amico fraterno dall'epoca dei difficili inizi, come testimonianza dei sacrifici e delle lotte che quel successo era costato; il busto di Petito, nume tutelare e padre nobile, come solido ancoraggio alla tradizione.

### Un teatro sotto le bombe

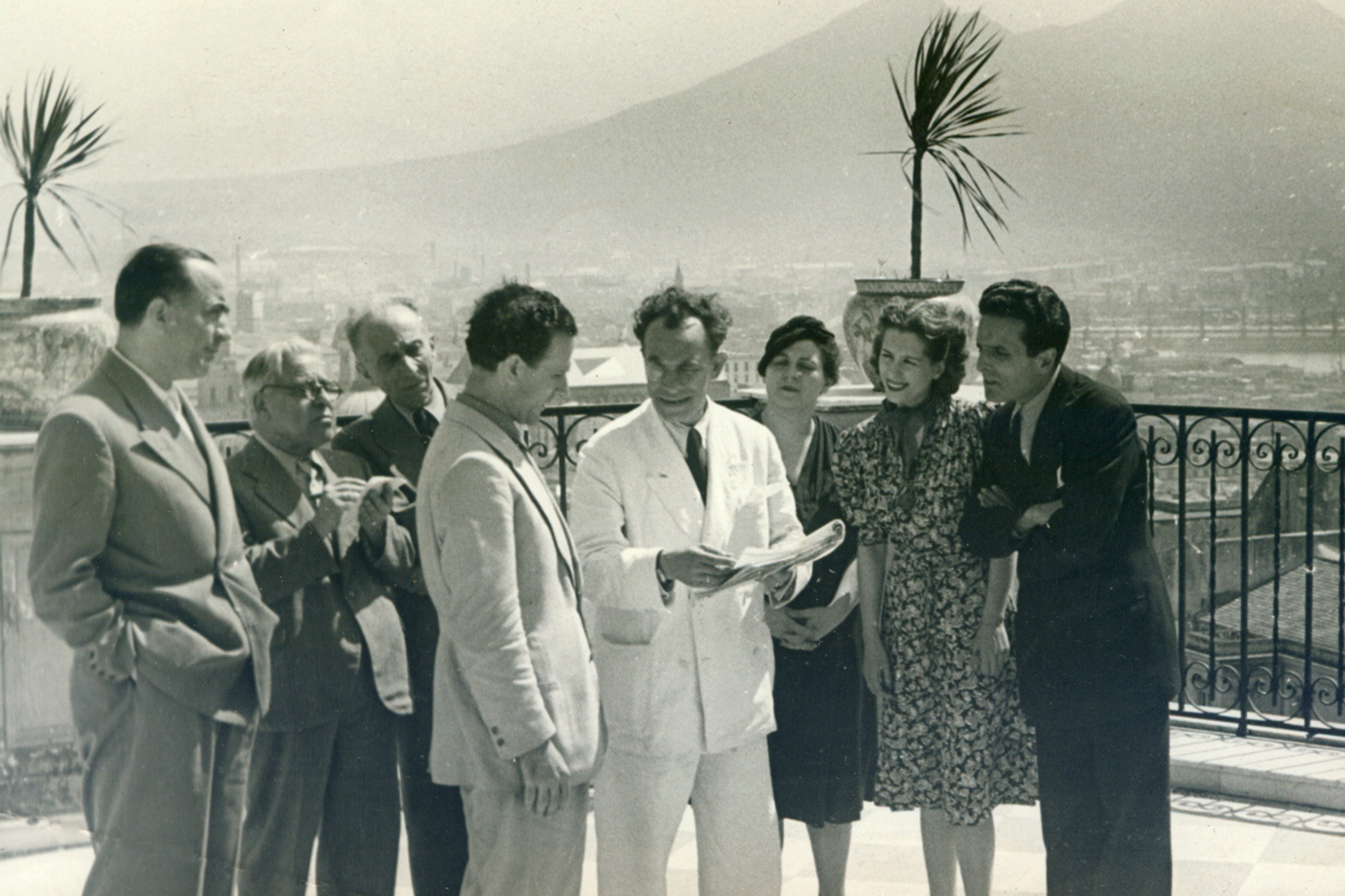
Viviani prova con la compagnia sul terrazzo di casa 1944

Il nuovo successo si scontrò presto con l'entrata in guerra dell'Italia. Viviani si trovò ancora una volta nella condizione di dover ripartire.
Dopo una sosta a Napoli nella stagione 1942-43, pur di far ripartire il suo teatro chiese di recitare nelle città bombardate allestendo una nuova compagnia e con in cartellone, oltre al suo repertorio, anche Bellavita di Pirandello del quale aveva già interpretato La patente nel 1924 e Pensaci Giacomino nel 1933.
Si recitava fra un allarme e l'altro. Ad ogni suono di sirena compagnia e spettatori si rifugiavano nei rifugi per poi tornare in teatro con il cessato allarme.
Ricorda Ettore Masi: quando uno spettacolo fu interrotto tre volte per i bombardamenti, per tre volte il pubblico ritornò compatto a seguire il seguito dello spettacolo dopo avere avuto notizia delle zone colpite
E Viviani: Il periodo dei bombardamenti mi trovò a Napoli, dove recitai ininterrottamente per tre mesi. Durante gli spettacoli quante volte ero costretto a scendere nei ricoveri, nei panni di " Don Giacinto" o di "sanguetta" o di "Ntonio esposito" ! E il pubblico mi seguiva in quell'immenso ricovero che pareva una bocca d'inferno, e tutti al mio apparire mi facevano l'applauso come se fossi ancora in scena
Ma De Pirro continuava a limitare il più possibile il sussidio morale e materiale che pure la Direzione generale del teatro si era impegnata ad offrire.
Viviani si trova: nella assoluta impossibilità di allestire e portare in giro una compagnia, degna del mio nome e del mio teatro come scriverà in una lettera a Renato Rinaldi (allora sottosegretario di Stato).
In una matinée di pentecoste del 1945 Viviani diede l'addio alle scene. La malattia aveva preso il sopravvento. Per uno strano ricorso del destino recitava Il Vicolo, il primo atto unico che nel 1917 aveva inaugurato la sua carriera teatrale.
Costretto all'inattività Viviani continuava a scrivere il suo teatro, anche nei momenti di inattività, anche nei periodi più bui, anche quando il male che gli camminava dentro sembrava succhiargli il respiro
Nelle ultime pagine della sua biografia che non riuscì a vedere la luce scrive: “Il Teatro! Due anni che non recito! L'ultimo lavoro in cui ho recitato a chiusura della mia purtroppo breve stagione di questo dopoguerra e in cui ho ritrovato il mio pubblico di sempre, dell'"Umberto", è stato guardate la combinazione!: "'O Vico": il mio primo atto unico. E l'impresario è stato Del Piano, figlio del vecchio del Piano dell'Umberto
E infatti continuerà a lavorare nel suo studio alla stesura di “Muratori” e i “Dieci Comandamenti” che non riuscirà a mettere in scena. Lavora intensamente alla revisione e correzione delle sue opere in vista di una pubblicazione del teatro.

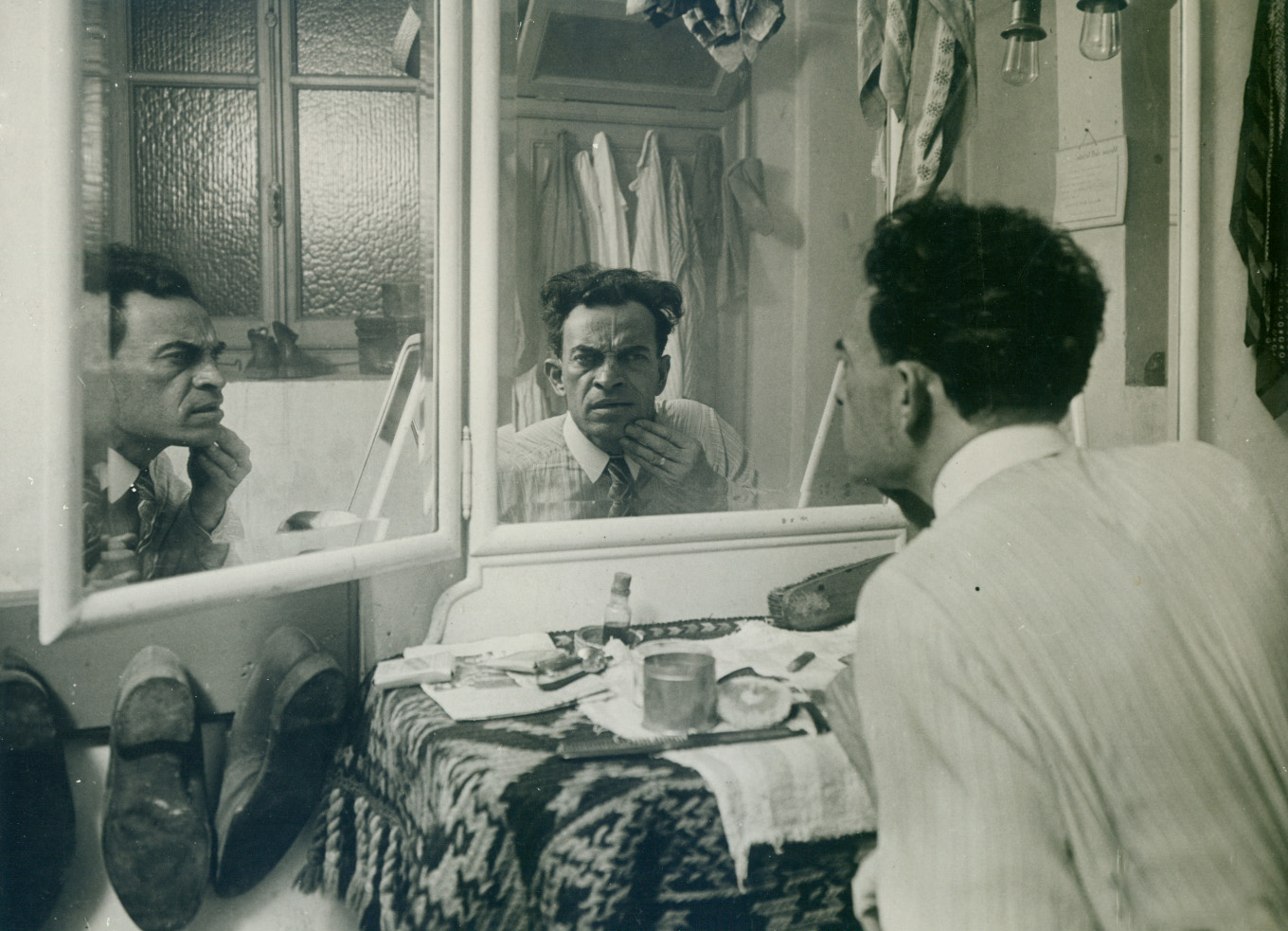
Viviani in camerino

Scrive Viviani: da due anni sono inoperoso. Due anni nei quali ho assistito a cose che la mia penna non riesce a descrivere. Povera Napoli mia ! Distrutta, a terra; dovunque alleati, dovunque borsa nera. Due sono stato chiuso dentro casa, senza poter uscire.
L'autore voleva che il suo teatro gli sopravvivesse anche quando il grande attore cui sembrava inscindibilmente legato fosse scomparso.
Si scontrò con il vecchio luogo comune che giudicava quel teatro come semplice pretesto per il grande attore.
Il grande critico e studioso suo contemporaneo Silvio d'Amico riteneva che le opere di Viviani non avrebbero potuto sopravvivere senza l'interpretazione scenica del loro autore. I suoi testi, pensava, non potevano pretendere d'essere anche letteratura, erano solo le partiture dei complessi concerti di azioni parole e musica che Viviani allestiva nei suoi spettacoli. I fatti dimostrarono il contrario.
.
La stessa opinione espresse il professor Muscetta all'editore Enaudi per rifiutare la pubblicazione del teatro.
Scrive la figlia Luciana Viviani: Le risposte negative che ricevette non si discostavano per niente dai giudizi che i vecchi santoni della cultura fascista avevano ripetutamente espresso in passato
Dopo la guerra l'ultima battaglia di Viviani fu il tentativo di dar vita ad un teatro stabile d'arte a Napoli che riuscisse a fondere la grande tradizione e l'innovazione.
Scriveva in una lettera a Giovanni Porzio, vicepresidente del consiglio, nel 1948: i fascisti non avevano capito che la coscienza nazionale si sviluppa solo valorizzando in pieno l'arte e la cultura che la genialità del popolo crea in ogni regione. E in una conversazione con Mario Stefanile: I giovani non sanno che accanto a loro vi sono dei maestri, non sanno che vi sono dei tesori.
Viviani muore la mattina del 22 marzo 1950; dal 1960 riposa nel Quadrato degli Uomini illustri al Cimitero di Poggioreale a Napoli. Il suo attuale mausoleo fu inaugurato alla presenza del Presidente della Repubblica Giovanni Leone e dell'attore Nino Taranto.
Il teatro di Viviani, in due volumi, fu pubblicato dopo la morte di Viviani da un privato: Ettore Novi, per anni suo attore.
- 1892: Debutta a quattro anni, sotto la guida del padre impresario teatrale, come piccolo canzonettista.
- 1900: Muore il padre e lavora al Circo Scritto come Don Nicola nella zarzuela carnevalesca Zeza Zeza.
- 1904: Ottiene il primo grande successo nell'interpretazione di Scugnizzo di Capurro.
- 1908: Inaugura con la sorella Luisella il Teatro Jovinelli di Roma.
- 1911: Recita a Budapest al Fowarosi Orpheum. Incontra Marinetti e Cangiullo alla Galleria Futurista in via dei Mille a Napoli.
- 1912: Sposa Maria di Maio, nipote di Gaetano Gesualdo finanziatore del Teatro Nuovo.
- 1916: Recita all'Olympia di Parigi su invito di Felix Mayol.
- 1917: Fonda la compagnia "Teatro d'Arte" e debutta all'Eden Teatro di Napoli.
- 1924: Traduce e interpreta La Patente di Pirandello.
- 1925: Recita a Tripoli. Vincenzo Gemito gli modella il ritratto in terracotta conservato al Museo di S. Martino.
- 1929: Parte per una tournée di sei mesi che lo porterà nei principali teatri dell'America Latina.
- 1934: Interpreta, nell'ambito della Biennale di Venezia, il personaggio di Don Marzio in La Bottega del caffè di Goldoni.
- 1940: Ottiene grande successo interpretando Felice Sciosciammocca in Miseria e nobiltà di Scarpetta.
- 1941: Veste i panni di Pulcinella in So' muorto e m'hanno fatto turna' a nascere di Petito.
- 1945: Recita per l'ultima volta ne O Vico commedia con la quale aveva esordito nel 1917.
- 1950: Muore a 62 anni dopo lunga malattia lasciando inediti Muratori e I Dieci Comandamenti.

## Opere

### Opere teatrali
- 1917: Il vicolo

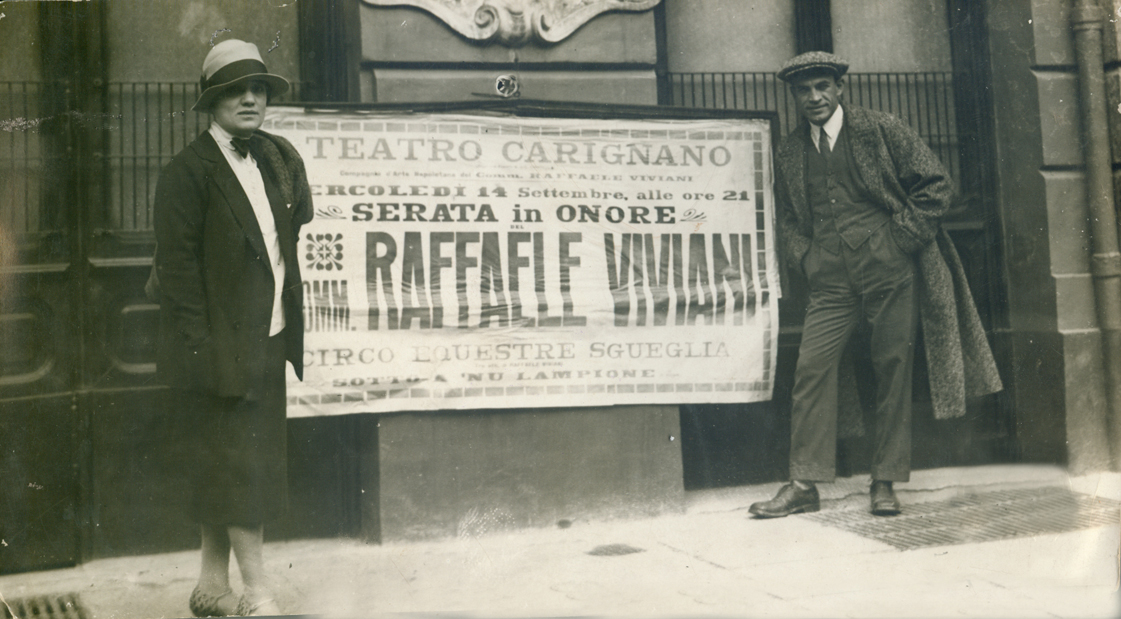
Raffaele Viviani con Luisella davanti al teatro Carignano di Torino nel 1933

- 1918: Via Toledo di notte, Piazza Ferrovia, via Partenope, Scalo Marittimo, Porta Capuana, Osteria di campagna, Piazza Municipio
- 1919: Borgo Sant'Antonio, Caffè dì notte e giorno, Eden Teatro, Santa Lucia Nova, La Marina di Sorrento, Festa di Piedigrotta
- 1920: La Bohème dei comici, Lo sposalizio
- 1921: Campagna napoletana
- 1922: Circo equestre Sgueglia
- 1923: Fatto di cronaca, Don Giacinto
- 1924: La figliata
- 1925: I pescatori
- 1926: Zingari, Napoli in frac, L'Italia al Polo Nord
- 1927: Tre amici un soldo, Putiferio
- 1928: La festa di Montevergine, La musica dei ciechi, Vetturini da nolo, La morte di Carnevale
- 1929: Nullatenenti
- 1930: Don Mario Augurio, Il mastro di forgia
- 1932: Il guappo di cartone, L'ultimo scugnizzo
- 1933: I vecchi di San Gennaro, L'ombra di Pulcinella, L'imbroglione onesto
- 1935: Il mestiere di padre, L'ultima Piedigrotta
- 1936: Quel tipaccio di Alfonso, La tavola dei poveri
- 1937: Padroni di barche
- 1939: La commedia della vita, Muratori, I dieci Comandamenti

### Collaborazioni, traduzioni, opere irreperibili

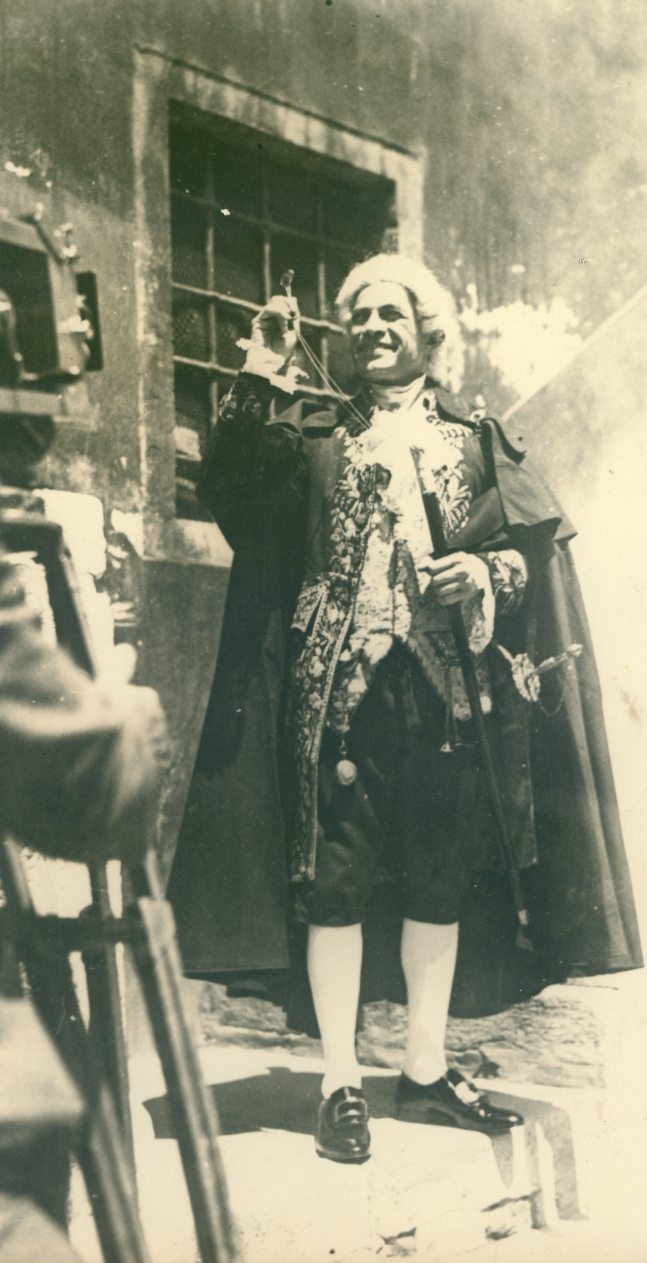
Viviani nei panni di Don Marzio nella commedia La bottega del caffè di Carlo Goldoni, 1934

- 1920 Il Cantastorie (A. Costagliola, R. Chiurazzi, R. Viviani)
- 1921 Salita Tarsia, 15 (Il palazzo innamorato)(Carlo Mauro, R. Viviani)
- 1921 Caserta-Benevento Foggia (C. Mauro, R. Viviani)
- 1921 Te voglio malandrino (S. Ragosta, R. Viviani)
- 1924 Quello che il pubblico non sa (M. Corsi, M. Salvini, R. Viviani)
- 1924 La patente (L. Pirandello, R. Viviani)
- 1925 Sartoria Romano (C. Mauro, R. Viviani)
- 1925 Novanta nove lupi (0. Castellino, R. Viviani)
- 1926 Pezzecaglie (F. Paolieri, R. Viviani)
- 1927 Quando Napoli era Napoli (D. Petriccione S. Ragosta, R. Viviani)
- 1927 Napoletani d'oggi (opera irreperibile)
- 1931 Socrate secondo (Abate Galiani, Pio de Flaviis, R. Viviani)
- 1931 Napoli tascabile (rifacimento)
- 1933 Pensaci, Giacomino! (L. Pirandello, R. Viviani)
- 1935 Lanterna cieca (irreperibile)
- 1936 L'ammalato immaginario (Molière, R. Viviani, V. Viviani)
- 1938 A vele gonfie (rifacimento)
- 1939 Il trasformista (preparatorio dieci comandamenti)
- 1940 Chicchignola (E. Petrolini, R. Viviani)
- 1940 Siamo tutti fratelli (A. Petito, R. Viviani)
- 1943 Bellavita (L. Pirandello, R. Viviani)

## Edizioni delle opere di Raffaele Viviani

### Testi drammatici
- Raffaele Viviani, bozzetti del Comm. Raffaele Viviani: Prinpinella, Napoli industriale, L'amore telefonico, Domenica del ciabattino, La strategia da strapazzo (ricordi di guerra), Napoli, Casa editrice Cav. Emilio Gennarelli &C., 1921
- Piedigrotta Viviani Ed. Gennarelli, Napoli, 1925
- Raffaele Viviani, La festa di Montevergine, in Rivista di Commedie, XIII, 1930, nº 50
- Raffaele Viviani, 'O fatto 'e cronaca , Napoli, Guida 1935
- Raffaele Viviani, L'imbroglione onesto in Il Dramma, XIII nº 266, 1939
- Raffaele Viviani, Mestiere di padre , in Il Dramma, XV, nº 318, 1939
- Raffaele Viviani, Dieci comandamenti , in Rinascita 1952.
- Raffaele Viviani, Pescatori in Teatro d'oggi, I, nº 1 1953
- Raffaele Viviani, La tavola dei poveri , in Sipario, IX,nº 100-101,1954
- Raffaele Viviani, La musica dei ciechi , in Maschere, I, 1954
- Raffaele Viviani, Dalla vita alle scene autobiografia con illustrazioni di Onorato, prefazione Gigi Michelotti- L. Cappelli editore Bologna 1928
- Raffaele Viviani, Dalla vita alle scene autobiografia con l'aggiunta di numeri di varietà e nota di Vittorio Viviani- Guida Editore Napoli 1977
- Raffaele Viviani, Dalla vita alle scene l'altra biografia 1988-1947 a cura di Maria Emilia Nardo. palcoscenico napoletano Rogiosi Edizioni 2012
- Raffaele Viviani, Dalla vita alle scene autobiografia con l'aggiunta di foto dell'archivio Viviani scelte da Giuliano Longone- Guida Editore 1988
- Raffaele Viviani, ‘O fatto e cronaca commedia in tre atti- Guida Napoli 1934
- Raffaele Viviani, L'imbroglione onesto commedia in tre atti Il Dramma 1937
- Teatro di Raffaele Viviani due volumi a cura di Lucio Ridenti, prefazione di Eligio Possenti, introduzione biografica Alberto Spaini, La “commedia umana” di Vito Pandolfi con scritti di Umberto Barbaro, Enrico Bassano, Francesco Bernardelli, Carlo Bernari, Eugenio Bertuetti, Anton Giulio Bragaglia, Gino Capriolo, Ermanno Contini, Silvio d'Amico, Gino Damrini, Rodolfo De Angelis, Augusto Donaudy, Federico Frascani, Angelo Frattini, Lorenzo Gigli, Ernesto Grassi, Carlo Lari, Carlo Levi, Giuseppe Marotta, Roberto Minervini, Eugenio Ferdinando Palmieri, Domenico Rea, Leonida Répaci, Paolo Ricci, Matilde Serao, Alberto Spaini, Mario Stefanile, Carlo Trabucco, Giulio Trevisani- ILTE 1957 – 1994
- Raffaele Viviani Teatro peverad s italjanskopo, (in it. Raffaele Viviani, opere teatrali: Scalo Marittimo, Campagna napoletana, Pescatori, L'ultimo scugnizzo, L'imbroglione onesto, Muratori, Dieci comandamenti) con un ricordo di Eduardo De Filippo, il saggio di Vito Pandolfi, "La commedia umana di Napoli ", traduzione di Tomascevskogo, Biblioteca drammaturgica-Arte- Mosca Iskusstvo 1962
- Raffaele Viviani, La festa di Montevergine rappresentazione in tre atti con 6 tavole di Vincenzo Montefusco- Napoli Edizioni Scientifiche Italiane 1963
- Raffaele Viviani, Tutto il Teatro sei volumi a cura di Guido Davico Bonino, Antonia Lezza, Pasquale Scialò- Guida Editori 1987
- Viviani I capolavori a cura di Antonia Lezza prefazione Roberto De Simone con una nota musicale di Pasquale Scialò- Guida Editori 1992
- Raffaele Viviani, Circo equestre Sgueglia a cura di Edo Bellingieri Roma Editori Riuniti, 1978
- Raffaele Viviani, Quai d'embarquement, la musique d'aveugles Parigi, Editions Dramaturgie, 1996
- Raffaele Viviani,‘A morte ‘e Carnevale commedia in tre atti napoli 1928- Bellini editrice 1999
- Raffaele Viviani, I dieci comandamenti decalogo in due tempi, versi prosa e musica, presentazione di Mario Martone- Alfredo Guida Editore 2000
- Viviani catalogo della mostra alla Biblioteca Nazionale di Napoli a cura di Marcello Andria, Rosaria Borrelli, Giuliano Longone- Tullio Pironti Napoli 2001
- Raffaele Viviani ‘E Zingare, tragedia in tre atti, con una nota di Giulio Baffi- Guida editore 2006

### Poesie
- Raffaele Viviani, Tavolozza poesie in dialetto napoletano, a cura dell'autore- Mondadori 1931Raffaele Viviani al tavolo di lavoro 1930

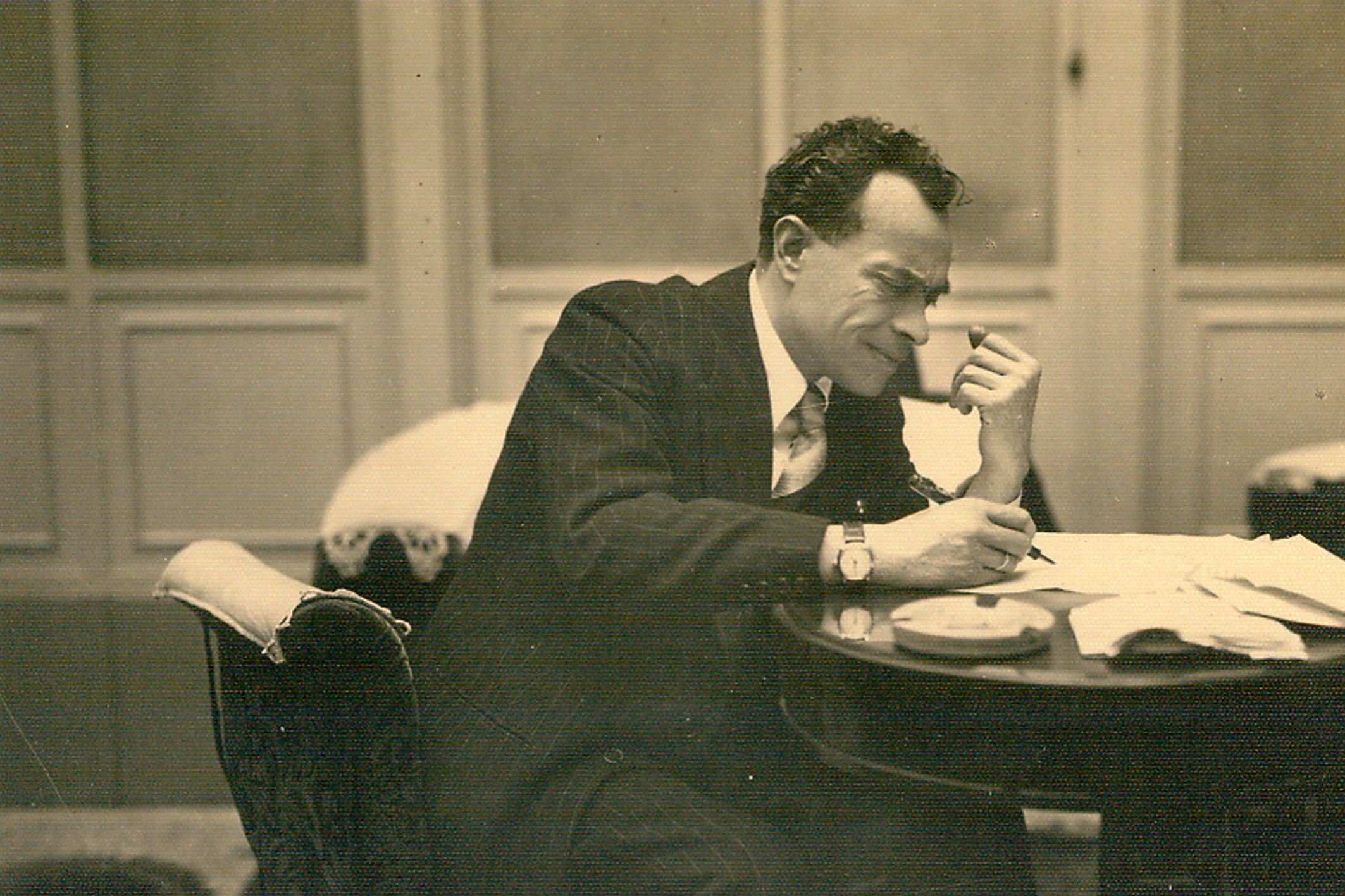
Raffaele Viviani al tavolo di lavoro 1930

- Raffaele Viviani, … e c'è la vita ! poesie, a cura dell'autore- editrice Rispoli Anonima Napoli 1940
- Raffaele Viviani, Poesie a cura di Vasco Pratolini e Paolo Ricci- Vallecchi editore 1956
- Raffaele Viviani, Voci e canti edizione fuori commercio- Guida Editori 1972
- Raffaele Viviani, Poesie introduzione Vittorio Viviani- Guida Editori 1975
- Raffaele Viviani, Poesie edizione economica tascabili- Guida Editori 1977
- Raffaele Viviani, Poesie a cura di Luciana Viviani e Giuliano Longone- Guida Editori 1990
- Raffaele Viviani, Canti di scena a cura di Pasquale Scialò- Simeoli Guida editori 2006
- Raffaele Viviani Poesie, opera completa a cura di Antonia Lezza – Alfredo Guida Editore 2010
- Raffaele Viviani, "Primitivamente" ... Viviani sognava di andare un giorno a vivere ad Acerra..La città di Pulcinella

## Canzoni, dischi e compact disc

### Compact disc
Raffaele Viviani, Voci , Phonotype Record, serie storica (CD 0097). Tutti i brani sono recitati o cantati da Raffaele Viviani. Indice del compact disc: 1. Borgo Sant'Antonio; "2. è morta muglierema ; 3. L'aquaiuolo ; 4. Arte liggera; 5. 'O maruzzaro; 6. Magnetismo ; 7. 'E vvoce 'e Napule ; 8. 'O tammurraro ; 9. 'A feste 'e Piedigrotta ; 10. 'O cantante e pianino ; 11. 'O Pizzajuolo ; 12. 'O vicariello ; 13. 'A cerca ; 14 benvenuto a 'o re ; 15. 'O ciarlatano; 16. Emigrante.
 Raffaele Viviani, canti e voci di Napoli  Nino Taranto (fonit VP 10004) ottobre 1971, dir. Mario Testa Indice: 'O sapunariello; L'aquaiuolo; da scugnizzo a marenaro; Eroismo; 'E ccose mprivvisate; pascale d'a cerca ; Tanno e mo' ; canto all'isola; 'O ciaramellaro a Napule; 'O guappo 'nnammurato.
Omaggio a Raffaele Viviani, Pino De Maio Phonotype Record (CD0118). Pino De Maio: voce e chitarra, Gianni Dell'Aversana: chitarra;Aldo Mariniello: chitarra;Gennaro Cardone: mandolino, Salvatore Esposito: mandolino; indice del compact disc: L'emigrante, Pare'nu suonno, 'A rumba d'e scugnizze, Mast'Errico, 'O mare 'e Margellina, Lavannare', Tarantella segreta, Si vide all'animale,'O cacciavino, Cuncetti'Cuncetti','O carro de'disoccupate, Marenaro 'nnammurato, Mimì di Montemuro, 'A retena d'e scugnizze, 'O carro d'e bazzariote, fravecature, 'O guappo nnammurato, 'A canzona d''a fatica, 'E zingare, 'A tirata d'a rezza, 'O malamente, 'A preghiera d'o zuoppo, Serrafina, 'O sapunariello, Campanilismo, L'acquaiuolo.
Bellissimo... canta Viviani(Bellissimo e Trampetti) MEGA (CD 19093) Umberto Bellissimo canta e recita. indice: Guaglione,'O guappo nnammurato, 'o scupatore, L'acquaiuolo, Mast'Errico, 'O sapunariello,'O muorto 'e famme, Serrafina, L'ommo sbagliato, la rumba degli scugnizzi, Fravecature, 'O mare 'e Margellina, 'E ccose mpruvvisate, Da scugnizzo a marenaro, Eroismo, Si vide all'animale, Si overo more 'o cuorpo sulamente, Canto a Viviani
 Festa di Piedigrotta di Raffaele Viviani Elaborazione musicale Eugenio Bennato. CD prodotto nell'ambito dell'evento Piedigrotta 2007. indice del compact disc: Piedigrotta- canta Pietra Montecorvino; Passarrammo na bella notte- cantano Filomena Diodati Ciccio Marola Francesco Cortopassi, Sta festa 'o ssa- corale, 'E mpchere- cana Nicola Vorelli, Evviva Napule- canta Eugenio Bennato, Matalena canta Marcello Colasurdo Sara Trama, St'ammore, ojnì- canta Pietra Montecorvino, Swing Mimì- cantano Francesco Cortopassi Ivana Maioni, Pescatori- canta Sasà Misticone, Lucianelle- cantano Marianna Mercurio Ornella Varchetta Sara Tramontana, Femmena Guappa- canta Ciccio Merolla, Pare nu suonno- canta Eugenio Bennato, Canto per la Madonna de Piedigrotta- canta Filomena Diodati, Taranta Viviani- cantano Pietra Montecorvino Ciccio Merolla Sara Tramma
 Canto a Viviani  di Enrico Fiore, a cura di Nunzio Gallo, arrangiamenti e direzione d'orchestra Tonino Esposito (Phonotype record CD 0396) con: Franco Acampora, Concetta Barra, Peppe Barra, Antonio Casagrande, Maurizio Casagrande, Gianfranco Gallo, Massimiliano Gallo, Rosalia Maggio, Angela Pagano, Mario Scarpetta.

### Musicassette
Raffaele Viviani presentato da Roberto Murolo 1974 (Durium MD 262) Indice: 'A tirata d'a rezza; Lavannare'; L'acquaiuolo; 'A preghiera d'o zuoppo; Zingare; Tarantella segreta; 'A canzone d'a fatica; Cuncetti' Cuncetti'; 'O carro d'e disoccupati; Marenaro nnammurato; 'O malamente.

### Dischi 33 giri
- Poesie di Raffaele Viviani  lette da Achille Millo, La voce dei Poeti, collana diretta da Folco Portinari (Fonit LPZ 2073) Indice: Guaglione; Oje ninno; 'Ngiulina ; 'E ccose 'mpruvvisate, 'O scupatore ; Ombre e addore ; facimmece 'a croce ; 'A caravana, 'E zingare, Coro e campaguole ; Eroismo, Guerra e pace, 'A mano d'opera, faticannp sotte schizze, 'O canto do manganiello, Fravecature, Piscature, Gnastillo, Io quanno sento 'e di... , 'A carta 'e visita. 'A legge, Primitivamente, Veglia, Quant'aucielle ; So overo more 'o cuorpo sulamente ; 'O pesce Nicolo'
- Canto a Viviani  di Enrico Fiore, a cura di Nunzio Gallo, arrangiamenti e direzione d'orchestra Tonino Esposito (la Platea Record, Phonotype record) con: Franco Acampora, Concetta Barra, Peppe Barra, Antonio Casagrande, Maurizio Casagrande, Gianfranco Gallo, Massimiliano Gallo, Rosalia Maggio, Angela Pagano, Mario Scarpetta.
- Io Raffaele Viviani  Poesie e canti dello spettacolo a cura di Antonio Ghirelli e Achille Millo. Con Achille Millo, Antonio Casagrande, Marina Pagano, Franco Acampora. Elaborazioni musicali Roberto De Simone ; realizzazione e direzione artistica Achille Millo.
- Raffaele Viviani  presentato da Roberto Murolo (Durium ms AI 77345, D.St. 051251) Indice: 'A tirata d'a rezza; Lavannare' ; L'acquaiuolo ; 'A preghiera d00o zuoppo; Zingare ; Tarantella segreta ; 'A canzone d'a fatica ; Cuncetti' Cuncetti' ; 'O carro d'e disoccupati ; Marenaro nnammurato ; 'O malamente.
- Canti e Voci di Napoli di Raffaele Viviani nell'interpretazione di Nino Taranto, (Fonit Cetra VP 10003) indice del disco: Tarantella segreta, Marenaro ‘nnammurato; Campanilismo; ‘O Don Nicola ; ‘O cacciavino ; ‘A canzone d'a fatica.
- Canti e Voci di Napoli di Raffaele Viviani  nell'interpretazione di Nino Taranto, (Fonit Cetra VP 10004) indice del disco: ‘O sapunariello; L'acquaiolo; da scugnizzo a marenaro; Eriosmo; ‘E ccose ‘mpruvvisate.
- Canti e Voci di Napoli di Raffaele Viviani  nell'interpretazione di Nino Taranto, (Fonit Cetra VP 10005) indice del disco: Pascale d'a cerca ; Tanno e mo; Canto dell'isola; ‘O ciaramellaro a Napule; ‘A tirata d'a rezza.
- Canti e Voci di Napoli di Raffaele Viviani  nell'interpretazione di Nino Taranto, (Fonit Cetra VP 10006) indice del disco: Guappo ‘nnammurato; Mare ‘e Margellina; ‘E piscature; Fravecature; ‘O tripulino Napulitano

## Cinema

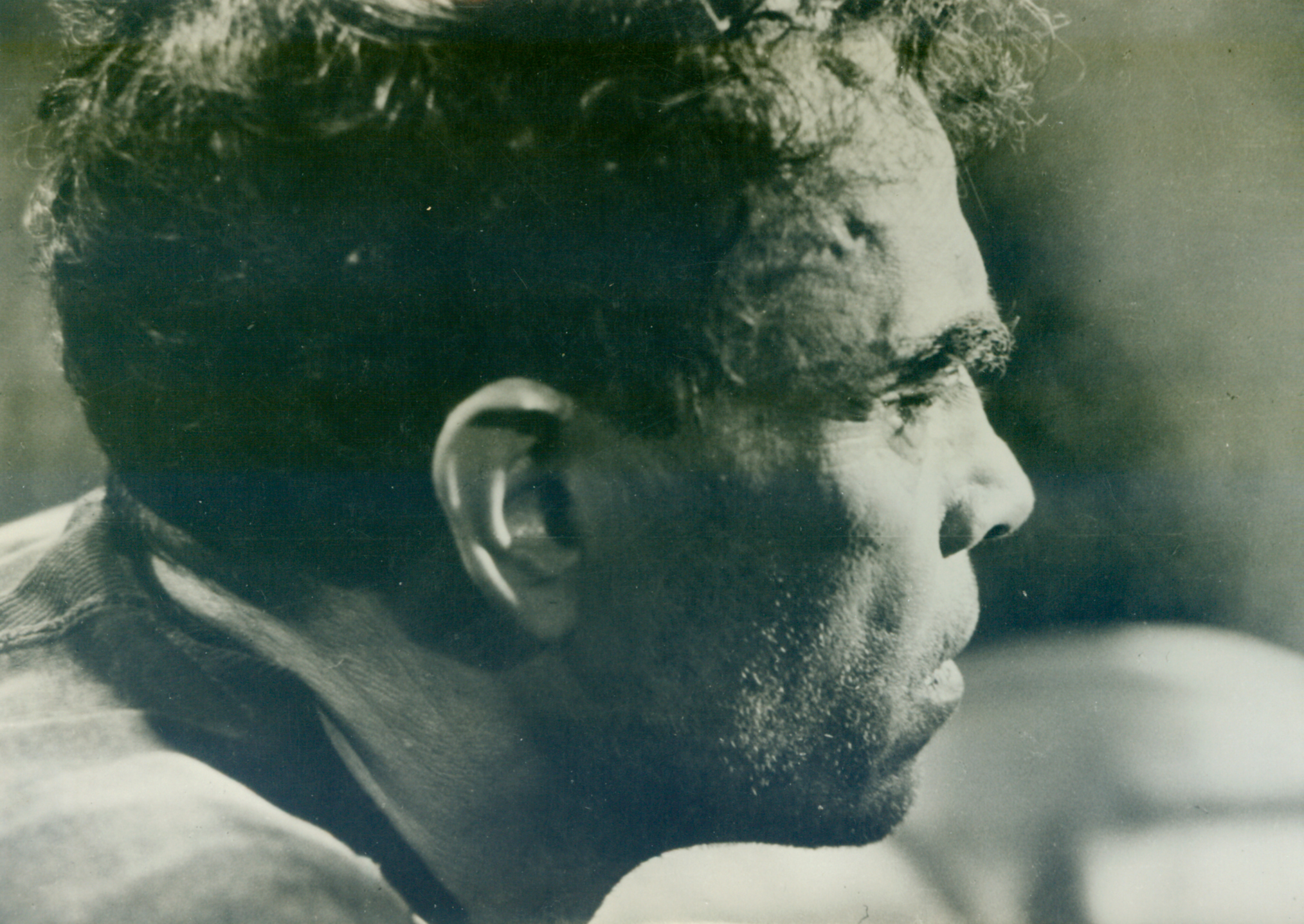
Provino di Pozzi Bellini per il film Notte di tempesta del 1942

- Un amore selvaggio, con Luisella Viviani e Giovanni Grasso. Produzione Cines, 1908
- L'accusato, (titolo incerto, pellicola perduta) il cui soggetto prende spunto da uno dei numeri di Varietà di Viviani recitato in romanesco, "fiamme der core ". Produzione: Cines 1908
- La catena d'oro, (titolo incerto, pellicola perduta) Produzione: Cines 1908
- Testa per testa, (risulta perduto) Viviani veste i panni di un giacobino ai tempi della Rivoluzione francese. Produzione: Partenope Film di Napoli 1912
- La catena d'oro, con Luisella (risulta perduto). Produzione: Cines 1912 (1918 ? )
- La tavola dei poveri, regia di Alessandro Blasetti; soggetto di Raffaele Viviani; sceneggiatura di Alessandro Blasetti, Emilio Cecchi, Alessandro De Stefani, Mario Soldati, Raffaele Viviani; Musiche Roberto Caraggiano su motivi di Raffaele Viviani; con Raffaele Viviani, Lina Bacci, Salvatore Costa, Armida Cozzolino, Vasco Creti, Giovanni Ferrari, Vincenzo Flocco, Leda Gloria, Renato Navarrini, Carlo Pisacane, Gennaro Pisano, Marcello Spada, Cesare Zoppetti, Produzione Emilio Cecchi, Cines-Anonima Pittaluga, 1932
- L'ultimo scugnizzo, regia Gennaro Righelli- soggetto Raffaele Viviani ; sceneggiatura Gherardo Gherardi; musiche Franco Casavole, Cesare A. Bixio ; con Raffaele Viviani, Silvana Jachini, Dria Pola, Vanna Vanni, Laura Nucci. Produzione Juventus Film (abbinata per la distribuzione agli Artisti Associati) 1932
- Notte di tempesta: prima dell'acuirsi del secondo conflitto mondiale, era in opera un progetto di riduzione cinematografica del dramma Pescatori, ad opera di Giacomo Pozzi Bellini, sceneggiatori Gianni Puccini, Gino Doria e Vittorio Viviani, regia Luchino Visconti, protagonista Raffaele Viviani, il cui titolo avrebbe dovuto essere "Notte di tempesta". Del film resta una foto tratta da un provino del 1942. Nel 1946, anche se con altri protagonisti, il progetto verrà ripreso e cambiato, sempre da Pescatori viene ripreso il titolo Notte di tempesta, regia di Gianni Franciolini, sceneggiatura di Edoardo Anton e Renato Castellani, interpreti principali: Fosco Giacchetti, Maureen Melrose e Leonardo Cortese. Produzione Pan Film. La prima assoluta avvenne all'Augusteo di Napoli alla presenza dello stesso Viviani.

## Gli attori di Viviani

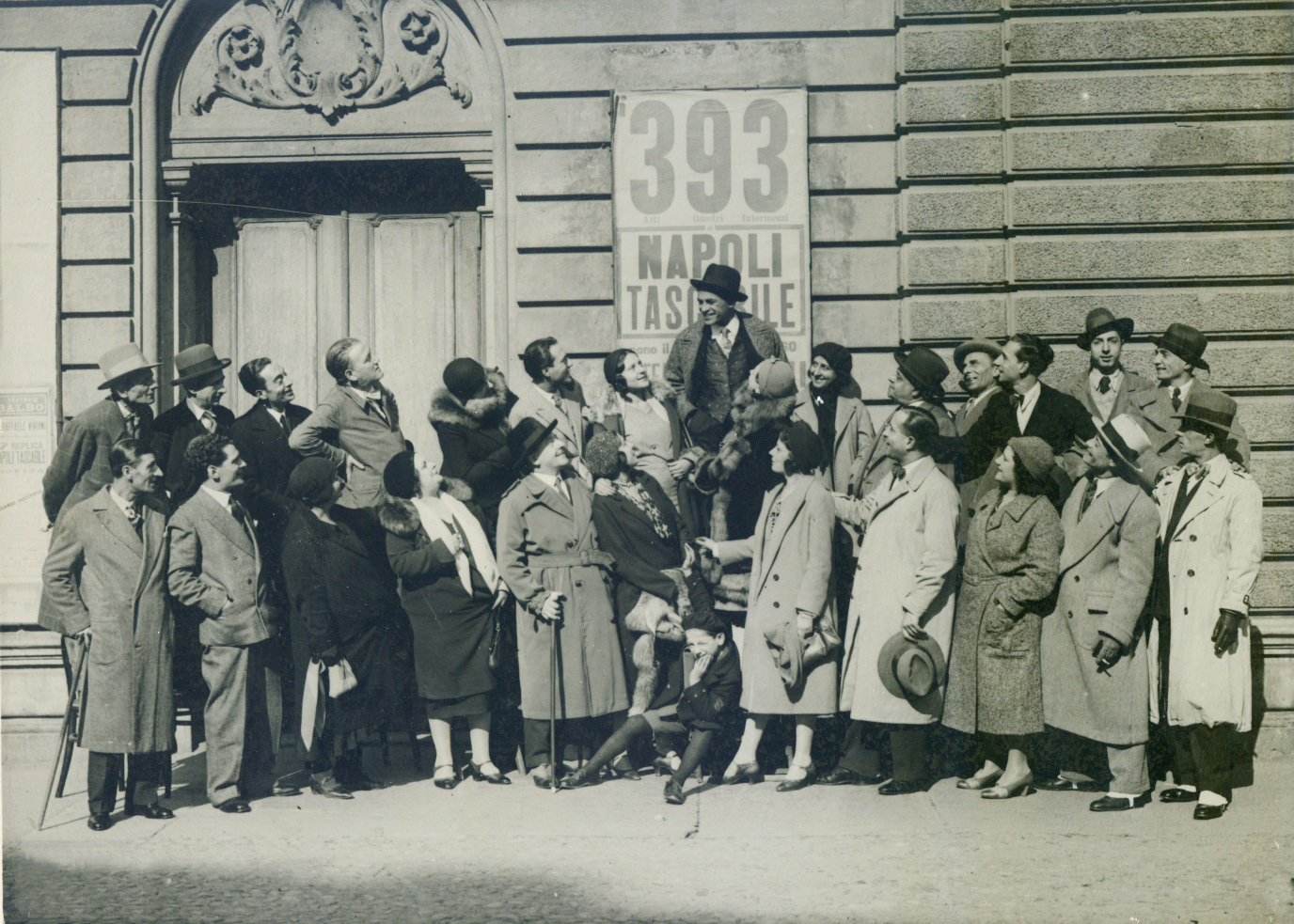
La compagnia Viviani nel 1933

La Compagnia deve essere un'orchestra bene affiatata alla quale non deve difettare nessuno strumento, onde chi maneggia la bacchetta possa ottenere gli effetti voluti. Ogni battuta era meticolosamente provata e riprovata. Le prove perciò duravano ore ed ore. Volevo che tutti dessero il meglio di loro stessi in modo che non si creasse un distacco fra me ed i miei attori; che l'azione scenica ed il tono della dizione risultassero modellati secondo uno stile unico
(Raffaele Viviani, Dalla vita alle scene)
Viviani scelse i suoi comici non fra le file degli attori che avevano calcato le scene da anni che chiamava "passoloni", cioè assuefatti agli insopportabili cliché del mestiere, ai meccanismi arrugginiti della convenzione scenica, ma esordienti, provenienti dalle file del Varietà o addirittura alle prime armi che avessero una predisposizione al canto, al ballo e naturalmente alla recitazione. L'elenco comprende nomi delle "Tournée Viviani" e attori che hanno militato per più o meno tempo nella "Compagnia d'Arte Viviani":
- Luisella Viviani
- Elvira Donnarumma
- Regina Bianchi
- Amelia Scarpetta Bottone
- Vincenzo Scarpetta
- Gilda Mignonette
- Ettore Novi
- Rosita Pisano
- Salvatore Costa
- Vincenzo Flocco
- Margherita Berardi
- Giovanni Berardi
- Ida Artemisia
- Agostino Clement
- Anna Pretolani
- Tina Castigliana
- Gianna Leonardi
- Rino Genovese
- Armida Cozzolino
- Amalia Raspantini
- Olga Raspantini
- Anna Di Furia
- Tecla Scarano
- Maria Scarano
- Michele Faccione
- Giuseppina Faccione
- Mario Consalvi
- Pio De Flavis
- Petrilli Alberto e Aida in arte Girolino
- Mario Consalvo

- Arturo Gigliati
- Maria Gamba
- Giulia Melidoni
- Alfredo Melidoni
- Anna Bruno
- Clara Iappetto
- Franco Fortezza
- Gennaro Pisano
- Gigi Pisano
- Margherita Pisano
- Ferdinando Clemente
- Maria Gemmati
- Gennarino Di Napoli
- Anna Bruno
- Anna Uzzo
- Lia Thomas
- Lia Santoro
- Bianca Duval
- Alfredo Capaldo
- Pasquale Malleo
- Zara Prima
- Gina De Chamery
- Mafalda Vitelli
- Alberto Pascal
- Roberto Savoia
- Sandro Fusco
- Mario Gilbert
- Adriano Ambrogi
- Edoardo Guerrera
- Emilio Simeone
- Maria Gamba

- Dante Maggio
- Amedeo Girard
- Francesco Corbici
- Francesco Amodio
- Guglielmo Inglese
- Adolfo Narciso
- Giuliatta Narciso petit Narciso
- Tina Darclé
- Omar Calabrese
- Vittoria Crispo
- Evelina Crispo
- Maria Gemmati
- Mimì Fiore
- Cesare Linguiti
- La Volpati
- Guglielmo Pagano
- Aristide Spelta
- Mario Mari
- Adolfo Narciso
- Alberto Alberti
- Tina Rossetti
- Pietro Caiazzo
- Gustavo Centanni

## Alcuni giudizi critici
- Eduardo Scarpetta ... Il riso di Raffaele Viviani addita e scopre sempre una piaga sociale !
- Matilde Serao : sono dieci anni che i nostri autori litigano per stabilire quale sia il vero teatro napoletano; questo ragazzo lo ha creato in così poco tempo.
- Ferdinando Taviani[7]: La capacità di estrarre dalle tecniche del Varietà una drammaturgia capace di esplorare l'intera gamma delle azioni sceniche, dalla farsa alla tragedia, dalla concisione dell'atto unico alle complesse e corali vicende del dramma in tre atti, è forse il più straordinario- e misconosciuto- merito storico di Viviani.
- Paolo Ricci[13]: ... non si può certo dire che l'opera di Raffaele Viviani sia ancora stata valutata in pieno per quella che essa effettivamente rappresentò: la più alta espressione del teatro italiano della prima metà del Novecento; insieme a quella di Pirandello.
- Vito Pandolfi[14]: Raffaele Viviani segna una tappa decisiva nella storia del teatro italiano in questo senso: per la prima volta (e questo si offre a precisa rispondenza storica ) abbiamo l'apporto diretto della creazione popolare
- Mario Stefanile  in Civiltà della Campania, 1975; il teatro di Raffaele Viviani resta un teatro di personaggi che si sforzano di dichiarare i propri diritti non di rivendicarli in una demagogica protesta- che sono diritti elementari quali il diritto alla libertà dell'intelligenza, alla libertà del lavoro, alla libertà dell'esistenza come dignità piena e assoluta dell'uomo.
- Ferdinando Russo : Viviani è una folla, una realistica folla plebea, di tipi riprodotti mirabilmente perché studiati nella vita e fra la folla di quel popolo di piccoli eroi e di piccoli delinquenti, nel quale è lo scugnizzo, sia sapunariello, sia lieto e spensierato rappresentante della rumorosa gaiezza di Piedigrotta. È un artista di un'efficacia terribile …
- Salvatore di Giacomo: Ammiro moltissimo il Viviani quando, con intuizione rara davvero, con una verità che colpisce, con la pruova vivissima della sua osservazione acuta e penetrante, questo artista produce le creature che appartengono a' così detti strati inferiori della Società: le creature stanche, misere, talvolta crudeli, talvolta pur sentimentali, ignare sempre, che son figlie del vizio, dell'abbandono delle oscure passioni. Lo ammiro qui, e mi commuove anche.
- Vasco Pratolini  L'autenticità dell'ispirazione, che non rappresenta ancora un giudizio di merito, ma un preciso riferimento critico, è ciò che preliminarmente distingue e differenzia Viviani dagli altri poeti napoletani. Egli è ugualmente distante e dalla purezza di Di Giacomo e dal fervoroso naturalismo di Russo: c'è il popolo napoletano che da pretesto diventa soggetto di poesia, e che rappresentandosi, si rivela a se stesso, grida le proprie ragioni, si giudica e si conforta.
- Luigi Compagnone  Gli veniva quel linguaggio da una profonda, remota, radice popolare, che lui trasformava in qualcosa d'altro: quel dialetto da subalterno che era, diventava in Viviani linguaggio primario, frantumava il proprio angusto recinto per assurgere a realtà nazionale, per farsi portatore del modo d'essere delle classi popolari.
- Silvio D'Amico  Antologia del grande attore: Il suo 'Scugnizzo', il suo 'Spazzino', il suo 'Vagabondo' non sono un attore che rifà lo scugnizzo, lo spazzino, il vagabondo, sono senz'altro scugnizzo, spazzino e vagabondo quintessenziati e fissati per l'eternità ...
- Roberto De Simone[15]. È chiaro che nei testi del Nostro si ritrovano riflessi della variegata espressività teatrale napoletana, ma è altrettanto chiaro che l'impegno di diversi linguaggi, di elementi quali il canto, la musica, la recitazione e il mimo, conferiscono a quei drammi, in particolar modo a tutti gli atti unici del primo periodo, un'originalità che non trova riferimento nel panorama napoletano di quegli anni. In sostanza, Viviani attinge ai linguaggi teatrali del suo tempo, ma ne altera subito i connotati, ai fini di un suo stile, atto ad allontanare o straniare i moduli espressivi della convenzionalità
- Pasquale Scialò [16]: Chiunque oggi voglia ripercorrere le diverse trasformazioni della musica a Napoli dagli inizi del Novecento fino alla fine degli anni trenta, non può che partire dalla sua opera, una fonte inesauribile di stimoli e di informazioni: dalla tradizione etnofonica a quella urbana, dal varietà alla canzone popolaresca, dall'opera all'operetta, dalla romanza da camera alla musica d'importazione. Inoltre, il suo metodo compositivo, orientato inequivocabilmente verso il polistilismo, rappresenta un caso esemplare di sincretismo sonoro urbano, che prepara il terreno a tutta quella schiera di cantautori (Carosone, Daniele, Senese, Avitabile, Eduardo ed Eugenio Bennato, Gragnianiello, Bisca, 99 Posse...) che coniugano la tradizione mediterranea con gli umori anglo-americani.
- Goffredo Fofi [15]: Nel campo che fu suo, quello del teatro, verifichiamo oggi tutti quanto avesse ragione Pandolfi nel metterlo accanto a Pirandello, e nell'indicare i due nomi come centrali del teatro italiano del secolo- cui il tempo aggiungerà quello di Bene, che soffrirà bensì presso il pubblico e gli storici il fatto di essere grande attore e regista prima che autore, così come Viviani ha sofferto della sua grandezza di scrittore in napoletano. ... Viviani ha descritto la città, e la società del "sottosviluppo". E di città e società del "sottosviluppo" continua ad essere pieno il mondo, se l'Europa ne è fuori. Per questo impressiona, nella scoperta delle letterature asiatiche, africane, latino-americane nostre contemporanee ritrovare la coralità che è stata di Viviani (e di lui soprattutto, quasi di lui soltanto, in Italia).